# Úc Khả Duy
Úc Khả Duy (tiếng Trung: 郁可唯; bính âm: Yu Ke Wei; tiếng Anh: Yisa Yu), sinh ngày 23 tháng 10 năm 1983 với tên khai sinh Úc Anh Hà (tiếng Trung: 郁英霞), là một nữ ca sĩ Trung Quốc. Cô sinh ra và lớn lên tại Thành Đô, Tứ Xuyên, Trung Quốc.Trong những năm đầu, Cô làm việc tại quán bar với vai trò là một ca sĩ hát thường trú và tham gia nhiều cuộc thi tuyển chọn. Năm 2009, Cô đạt hạng 4 trong cuộc thi Super Girl của Đài truyền hình vệ tinh Hồ Nam. Sau cuộc thi cô ký hợp đồng với hãng đĩa Rock Records. Năm 2010, Úc Khả Duy phát hành Album đầu tay mang tên ''蓝短裤''. Năm 2011, Cô trở nên nổi tiếng khi hát ca khúc chủ đề ''指望'' và cũng là bài hát đệm của bộ phim truyền hình Đài Loan ''Người Vợ Sắc Sảo''. Với việc thành thạo các kỹ năng điều khiển âm thanh, ngoài giọng nói của bản thân Cô còn mô phỏng được giọng nói của nhiều ca sĩ khác. Kể từ khi ra mắt, cô đã bỏ túi nhiều bài hát chủ đề nổi tiếng của nhiều bộ phim truyền hình ăn khách và được mệnh danh là "Nữ hoàng OST" trong làng giải trí Hoa Ngữ. Tháng 11 năm 2017, Úc Khả Duy chính thức ký hợp đồng với HIM Internatonal Music, kết thúc hợp đồng 8 năm với Rock Records.

## Hoạt động nghệ thuật

### Trước khi ra mắt
Úc Khả Duy sinh ra và lớn lên tại Thành Đô, Tứ Xuyên, Trung Quốc. Cha Mẹ Cô làm việc tại Tập đoàn Công nghiệp Máy bay Thành Đô. Mặc dù Úc Khả Duy là một cô gái Thành Đô đích thực nhưng quê gốc của Cô ở Giang Tô. Cô sống với Ông Bà Ngoại ở Tô Châu một thời gian. Khi còn nhỏ, Bà của Cô thường hát Bình đàn Tô Châu (một hình thức văn nghệ dân gian, vừa kể chuyện, vừa hát, vừa đàn, lưu hành ở vùng Giang Tô, Chiết Giang, Trung Quốc) cho Cô nghe và dạy Cô bằng hí khúc (các loại hí kịch truyền thống của Trung Quốc và các loai kịch hát địa phương, kết hợp múa hát để diễn một cốt truyện). Khi còn nhỏ, Úc Khả Duy đã bộc lộ năng khiếu ca hát, nhưng tài năng của Cô không phải đến từ Bố Mẹ mà là hai người Dì, tuy là ca sĩ nghiệp dư nhưng các Dì đều có năng lực khá tốt, một người là giọng nữ cao và người còn lại là giọng trầm. Mặc dù cha của Cô, Úc Kinh Ninh có khả năng ca hát bình thường nhưng Ông thường đưa Cô đi nghe một số bài hát nổi tiếng của Đài Loan, và phát hiện ra năng khiếu âm nhạc của Cô khi Úc Khả Duy lên tám tuổi. Vì vậy Bố cũng được xem là người có ảnh hưởng lớn nhất trên con đường âm nhạc của Cô. Không giống với những ca sĩ khác, Úc Khả Duy không được đào tạo chuyên môn về âm nhạc, Cô theo học ngành Ngôn ngữ Anh tại Đại học Khoa học và Công nghệ Điện tử Trung Quốc. Tháng 10 năm 1997, Úc Khả Duy đạt hạng ba trong cuộc thi Thể Dục Nhịp Điệu dành cho học sinh trung học ở Thành Đô. Kể từ khi đó Cô cũng bắt đầu tham gia cuộc thi hát lần đầu tiên trong đời.
Tháng 2 năm 2001, Úc Khả Duy được MC Trình Tiên chọn làm thí sinh trong chương trình mô phỏng "Happy Story" của đài truyền hình Bắc Kinh. Vào tháng 4, Úc Khả Duy giành hạng 2 và vượt qua giải thưởng trong chương trình mô phỏng "Happy Story" của đài truyền hình Bắc Kinh. Vào tháng 9, Úc Khả Duy giành giải ca hát xuất sắc trong buổi hòa nhạc ''Sự cống hiến chân thành của Coco Lee - 2001 Thành Đô''.
Tháng 12 năm 2002, Úc Khả Duy, người được nhận vào Khoa tiếng Anh của Đại học Khoa học Điện Tử Và Công Nghệ Trung Quốc, đã giành giải nhì cuộc thi Karaoke khuôn viên trường. Sau đó, Úc Khả Duy liên tiếp giành được hạng ba trong cuộc thi Ca Sĩ Sinh Viên Đại Học Dung Thành và huy chương vàng cuộc thi Ca Sĩ Sinh Viên Đại Học quốc gia.
Năm 2003, Úc Khả Duy hai mươi tuổi tham gia chương trình tạp kỹ ''艺星制造'' và lọt vào chung kết.
Tháng 8 năm 2004, Cô đánh bại Lý Vũ Xuân trong cuộc thi ca sĩ đầu tiên trong khuôn viên trường đại học quốc gia CCTV để giành huy chương vàng và bắt đầu tạo dựng được tên tuổi của mình. Tháng 5 năm 2005, cô hợp tác với Sam Tử Gia trong ca khúc ''梦回兰若寺'' đạt được vị trí thứ ba trên bảng xếp hạng bài hát trực tuyến TOM, và bản thân cô cũng trở thành ca sĩ trực tuyến nổi tiếng và tham gia vào chuyến lưu diễn toàn quốc do TOM Play Bar tổ chức. Cuối năm 2005, với bài hát "Fly", ca khúc đã đứng trong top 8 bài hát vàng trong danh sách mùa thu của "Lễ trao giải A8 Music Original China".
Năm 2005, Cô tham gia cuộc thi Super Girl của đài truyền hình vệ tinh Hồ Nam nhưng không vượt qua được buổi thử giọng ở khu vực Thành Đô.
Năm 2006, cô đã đến Quảng Châu để tham gia cuộc thi địa phương, nơi cô lọt vào vòng 20 cuối cùng trước khi bị loại. Bất chấp hai lần thất bại liên tiếp trong cuộc thi Super Girl, Cô vẫn không từ bỏ con đường theo đuổi âm nhạc bền bỉ của mình. Khi đó, cô vừa tốt nghiệp đại học, đầu quân vào một công ty bất động sản dưới áp lực của gia đình, chỉ sau vài tháng làm việc, cô chủ động xin nghỉ việc. Đến tháng 9, Úc Khả Duy nhận lời mời của Hướng Đông, giám đốc âm nhạc của nhà hàng Thành Đô ''鹦鹉'' trở thành ca sĩ thường trú của quán bar và cô cũng đặt con đường ca hát theo hai phong cách Trip Hop và Bossa Nova với sự giúp đỡ của Hướng Đông. Tại đây, cô và hai chàng trai thành lập nhóm "可可乐队" với Cô là ca sĩ chính. Sau đó, họ đến hát trong quán bar "莲花府邸" có tiếng ở Thành Đô và nhanh chóng trở nên nổi tiếng.
Năm 2007, dưới sự giới thiệu của nhạc sĩ Trương Y, Úc Khả Duy chuyển sang quán bar ''LotusPalace''. Trong khi tại Thành Đô, việc ca sĩ hát thường trú tại ''鹦鹉'' có thể sang ''LotusPalace'' được xem là bước cải tiến về chất lượng âm nhạc cá nhân. Sau ba năm theo nghề ca sĩ hát quán bar, kỹ năng ca hát của Cô dần có sự thay đổi.
Năm 2008, Cô bắt đầu sử dụng nghệ danh hiện tại Úc Khả Duy để tham gia cuộc thi "Tuyệt Đỉnh Ca Hát" của đài truyền hình vệ tinh Giang Tô lần đầu tiên và được chọn vào top 8 tại Thành Đô vào ngày 27 tháng 4.Tuy nhiên, Cô đã thua Đường Ninh ở vòng thi 8 vào 2 tiếp theo và không lọt vào top 30 quốc gia. Trong năm đó, cô cũng đã thu âm và phát hành 2 đĩa audiophile cover là ''百乐门'' và ''茴香小酒馆'' vào năm đó.
Trong thời gian trước Super Girl 2009, Cô đã thu âm một số bài hát gốc và phát hành ba Album. Sau khi cuộc thi Super Girl trên đài truyền hình vệ tinh Hồ Nam bắt đầu vào năm 2009, Úc Khả Duy một lần nữa bước vào cuộc thi với tâm lý thử sức, nhưng không ngờ lại nổi bật và dễ dàng lọt vào top 300 toàn quốc, và được đánh giá cao, được giám khảo Vu Khải Hiền khen ngợi,Cô liên tiếp thuận lợi tiến vào top 20 toàn Quốc. Ngày 26 tháng 6, Cô tham gia Giải đấu Đột phá Top 10 Quốc gia, với ca khúc ''Angel'' Cô thành công tiến vào top 10 toàn Quốc. Sau đó, Cô đã thăng tiến vượt bậc với khả năng ca hát tuyệt vời của mình và trở thành một trong những thí sinh được yêu thích để giành ngôi vị quán quân, Cô đã giành chức vô địch tuần trong vòng thi đầu tiên của top 10 chung kết toàn quốc. Tuy nhiên, vào ngày 28 tháng 8, với vòng thi top 4 vào ba, Cô đã để thua Hoàng Anh trong trận PK và vô tình bị loại khỏi cuộc thi, cuối cùng Cô chỉ đứng thứ 4 toàn quốc và không lọt vào top 3. Cô xuất hiện trên trang bìa của tạp chí Elle và Album tổng hợp Cover Girls do cuộc thi phát hành. Sau cuộc thi Super Girl năm 2009, tháng 9, Úc Khả Duy phát hành Album các bài hát cover ''郁音绕梁'' và ''郁可唯电子唱片''.

### Super Girl ra mắt và nổi tiếng
Ngay sau khi cuộc thi kết thúc, Úc Khả Duy chính thức ra mắt. Nữ ca sĩ được mời thu âm bài hát chủ đề cho The King of Milu Deer, bộ phim hoạt hình 3D đầu tiên của Trung Quốc. Sau đó, cô trở thành người đầu tiên trong số các thí sinh Super Girl được hãng đĩa Rock Records chọn ký hợp đồng vào ngày 8 tháng 12 năm 2009. Công ty Đài Loan ngay lập tức thông báo rằng họ đã tập hợp một nhóm các nhà sản xuất hàng đầu để làm việc cho Album đầu tiên của cô. Album được phát hành vào tháng 5 năm 2010, mang tên ''蓝短裤''. Với Album này, Cô đã giành được một số giải thưởng dành cho người mới trong năm đó. Cô tham gia vào bài hát chủ đề của bộ phim Đài Loan nổi tiếng ''Người Vợ Sắc Sảo'' cùng với một loạt các buổi hòa nhạc để kỷ niệm 30 năm thành lập Rock Records tại Đài Bắc và Singapore.

### Con Đường Âm Nhạc

###### Năm 2010-2012
Tháng 5 năm 2010, Úc Khả Duy phát hành Album đầu tay mang tên ''蓝短裤'' với ca khúc chủ đề ''指望'', Album gồm mười bài hát bao gồm ca khúc trữ tình ''暖心''. Album đã đưa Cô trở thành ngôi sao tại Đài Loan, danh tiếng nổi như cồn chỉ sau một đêm. Bài hát đã giành được bảng xếp hạng đĩa đơn KKBOX trong hai tháng Album ''蓝短裤'' đưa tên tuổi Úc Khả Duy vào bảng xếp hạng Top Music Radio Trung Quốc với danh hiệu ''Nghệ Sĩ Mới Xuất Sắc Nhất'',  "Nữ ca sĩ được yêu thích nhất Trung Quốc Đại lục", "Đĩa nhạc xuất sắc nhất trong năm Trung Quốc Đại lục", "Ca sĩ nổi tiếng nhất trong khuôn viên trường ở Trung Quốc Đại lục", "Nữ ca sĩ được các phương tiện truyền thông giới thiệu trong năm của Trung Quốc Đại lục". Bài hát chủ đề ''指望'' đạt giải "Lời bài hát hay nhất" và "Người sáng tác hay nhất". Tháng 12, Úc Khả Duy tham gia buổi hòa nhạc ''Kỉ niệm 30 năm của Rock Records'' được tổ chức tại Nhà thi đấu Đài Bắc, Cô đã hát tác phẩm tiêu biểu của Lương Tịnh Như ''宁夏''.
Tháng 5 năm 2011, Úc Khả Duy lần nữa tham gia buổi hòa nhạc ''Kỉ niệm 30 năm của Rock Records'', Cô biểu diễn ca khúc tiêu biểu của Trần Thục Hoa ''Cổn Cổn Hồng Trần''. Cùng năm đó, với sự nổi tiếng của bộ phim truyền hình Đài Loan "Người Vợ Sắc Sảo", ca khúc chủ đề ''指望'' do chính cô góp giọng đã trở nên phổ biến ở Đài Loan, bài hát đã giành được bảng xếp hạng ''Đĩa đơn KKBOX'' trong hai tháng. Sau đó, với sức ảnh hưởng của quán quân xếp hạng phim thần tượng toàn Đài Loan "Người Vợ Sắc Sảo", hai bài hát nhạc đệm do Cô góp giọng ''指望'' và ''暖心'' đã giành được quán quân ba bảng xếp hạng âm nhạc hàng đầu trong ''Bảng Xếp Hạng Kỹ Thuật Số KKBOX Đài Loan'', ''Bảng Xếp Hạng ezPeer VOD'' và ''Bảng Xếp Hạng 远传900来电答铃''. Ngày 13 tháng 04, Úc Khả Duy và Lâm Phàm tổ chức buổi hòa nhạc kỉ niệm ''Giọng Nữ Sắc Sảo'' tại Legacy, Đài Bắc. Khi bộ phim truyền hình "Người Vợ Sắc Sảo" được phát sóng khắp châu Á, Úc Khả Duy cũng mở rộng sự nghiệp ca hát của mình tại nước ngoài. Ngày 30 tháng 6, Úc Khả Duy phát hành Album thứ 2 ''微加幸福''. Cô tiếp tục hợp tác với những tên tuổi lớn'' trong làng nhạc Đài Loan. Album đều gồm những ca khúc trữ tình ''微加幸福'', ''伤不起'', ''好朋友只是朋友'', ba bài hát một lần nữa được các bộ phim thần tượng Đài Loan ưa chuộng và được chọn làm nhạc đệm và nhạc kết của quán quân xếp hạng phim thần tượng "Cô Nàng Công Sở". Bài hát chủ đề cùng tên ''微加幸福'', là bài hát kết thúc của bộ phim truyền hình Đài Loan "Cô Nàng Công Sở", đã đạt được thành tích xuất sắc và giành được quán quân các bảng xếp hạng âm nhạc hàng đầu với ''Bảng Xếp Hạng Kỹ Thuật Số KKBOX Đài Loan'', ''Bảng Xếp Hạng EzPeer VOD'' và ''Bảng Xếp Hạng 远传900来电答铃''. Cùng năm đó, với ca khúc ''伤不起'' Úc Khả Duy cũng giành được nhiều giải thưởng trong ''Bảng Xếp Hạng Các Ca Khúc Trung Quốc'', ''Bảng Xếp Hạng Billboard phía Đông''. ''Bảng Xếp Hạng Giọng Ca Vàng lớn nhất của Thành Phố'', bao gồm quán quân duy nhất trên ''Bảng Xếp Hạng Trung Liên''. Ngày 28 tháng 4, Úc Khả Duy tham gia chuyến lưu diễn ''Tác Phẩm Toàn Quốc của Thiếu Niên Gao Xiao Song '' của Cao Hiểu Tùng, Cô biểu diễn hai ca khúc ''立秋'', ''春分'', ngoài ra Úc Khả Duy còn cùng Cao Hiểu Tùng song ca trong ca khúc ''一叶知秋''.
Ngày 23 tháng 8 năm 2012, Úc Khả Duy ra mắt Album thứ ba ''失恋事小''. Album và ca khúc chủ đề cùng tên đã giành được ba giải thưởng gồm ''Top 10 bài hát vàng của năm'' bao gồm cả ''Bảng Xếp Hạng Ca Khúc Trung Quốc'', quán quân hàng năm của ''Bảng Xếp Hạng Âm Nhạc Thành Phố'' và '' Top 20 Ca Khúc Vàng Hàng Đầu của năm - Đại Lục''. Một trong những bài hát ''幸福難不難'' cũng là bài hát chủ đề cho phiên bản điện ảnh của Người Vợ Sắc Sảo, được phát hành cùng thời điểm.

###### Năm 2013-2015
Năm 2013, với Album ''失恋事小'' và ca khúc chủ đề cùng tên, Úc Khả Duy đã giành được cả hai giải thưởng Music Radio China TOP với danh mục ''Nữ Ca Sĩ được giới truyền thông Trung Quốc đề cử của năm'' và ''Đĩa đơn hay nhất trong năm''. Sau đó, Cô góp giọng trong ca khúc chủ đề ''時間煮雨'' bộ phim ''Tiểu Thời Đại'' của đạo diễn Quách Kính Minh và bài hát đã giành ''Ca khúc điện ảnh vàng của năm'' của năm tại Liên hoan LeTV lần thứ 4. Vào tháng 5, Cô tham gia chương trình truyền hình "Tôi Phát Cuồng Vì Âm Nhạc" của Đài truyền hình vệ tinh An Vi, cô trở thành thành viên đội xanh cùng với La Trung Húc, Sky Wu và Kỷ Đan Địch. Sau 12 trận, cuối cùng đội xanh đã trở thành đội quán quân của "Tôi Phát Cuồng Vì Âm Nhạc" mùa 1.
Năm 2014, Cô liên tiếp góp giọng trong ''最爱的人'', nhạc kết bộ phim tình cảm ''Bí Mật Của Người Vợ'' và ''Tiểu Thời Đại'', ''Viễn Phương'', nhạc kết trong bộ phim cổ trang ''Cổ Kiếm Kỳ Đàm''. Sau đó, cô giành giải thưởng Tìm kiếm hấp dẫn nhất tại Lễ hội âm nhạc mười năm Kugou cho ''時間煮雨''. Ngày 46 Tháng 6, Úc Khả Duy phát hành Album thứ 4 ''溫水'' với một phong cách âm nhạc khác, Với Album này và ca khúc chủ đề ''原谅不美好'', Cô đã giành giải ''Nữ Ca Sĩ được khán giả yêu thích nhất trong năm trên Urban Supreme Music Chart'', ''Đĩa đơn ăn khách'' và giải thưởng ''Top 20 bài hát vàng''. Vào ngày 8 tháng 9, Úc Khả Duy đã tham gia Dạ tiệc Tết Trung Thu của Tô Châu Nguyệt·China Love-CCTV và hợp tác cùng với Ngũ Tư Khải trình diễn bài hát chủ đề của buổi tối ''海上明月''. Sau đó, Cô tổ chức Concert '' Úc Khả Duy Tự Phác Họa Bản Thân '' đầu tiên trong sự nghiệp âm nhạc của mình tại Bắc Kinh và Quảng Châu. Ngoài ra, Úc Khả Duy cũng đảm nhiệm vai trò là người hướng dẫn phân đội Tây An của Cuộc thi Ca sĩ Ngôi sao Quốc gia trong khuôn viên trường.
Năm 2015, Cô liên tiếp góp giọng trong bài hát đệm ''我們都愛過'' trong bộ phim thần tượng ''Singles Villa'', ca khúc chủ đề ''戀香'' trong phim ''Hoạt Sắc Sinh Hương'', Cô cũng được mời góp giọng trong ca khúc chủ đề ''日月同輝'' và ''芙蓉花開''. Vào tháng 5, Úc Khả Duy giành được sáu đề cử trong danh sách Music Radio China TOP với Album ''溫水'' và ca khúc chủ đề của Album ''原谅不美好'' và cuối cùng Cô giành được danh hiệu ''Nữ Ca Sĩ xuất sắc nhất đại lục của năm'', ''Biên khúc xuất sắc nhất đại lục'' và ''Kim Khúc của năm''. Sau đó, Úc Khả Duy không chỉ giành được Giải Kim Khúc Trung Quốc với danh hiệu ''Nữ Ca Sĩ Đại lục được yêu thích nhất''; Cô còn được mời tham gia buổi hòa nhạc "Tác Phẩm Thanh Nhạc Của Top 10 Nhà Soạn Nhạc Trẻ" của CCTV và trình diễn bài hát ''我明白''. Vào tháng 6, Úc Khả Duy giành được danh hiệu ''Nữ ca sĩ được khán giả yêu thích nhất hàng năm" trên Bảng xếp hạng âm nhạc Urban Supreme lần thứ 8 và ca khúc chủ đề ''原谅不美好'' trong Album giành được "Top 20 bài hát vàng của năm", " Đĩa đơn Hot của năm ",... Vào tháng 7, Úc Khả Duy hợp tác cùng với 左小祖咒 trong buổi hòa nhạc ''Một Trong Những Ngày Này-Tình Ca Bất Hủ''. Vào tháng 9, Cô giành giải "Nhạc Sĩ tiên phong của năm" cho sự đột phá và thử nghiệm trong Album ''溫水''. Vào tháng 12, Úc Khả Duy tham gia buổi hòa nhạc "Liên Hoan Hữu Nghị Trung Quốc-ASEAN" và trình diễn ca khúc ''绒花'' với tư cách là đại diện ca sĩ Trung Quốc.

###### Năm 2016-2018
Năm 2016, Úc Khả Duy góp giọng trong ca khúc chủ đề ''問明月'' của bộ phim truyền hình huyền thoại giả tưởng ''Truyền Thuyết Thanh Khâu Hồ''. Vào tháng 2, Cô lần đầu tiên hát ca khúc ''月光'' trong buổi tối lễ hội mùa xuân năm Bính Thân của đài truyền hình vệ tinh Giang Tô. Sau đó, Cô trình diễn ca khúc chủ đề cùng tên của chương trình thực tế ''叮咯咙咚呛'' cùng nhiều nghệ sĩ tại Dạ tiệc Lễ hội Đèn lồng CCTV. Vào ngày 22 tháng 3, Úc Khả Duy tham dự bữa tiệc chào mừng cuộc họp đầu tiên của các nhà lãnh đạo trong buổi Hợp tác Sông Lancang-Mekong và trình diễn bài hát dân gian ''相思河畔'' bằng tiếng Thái. Sau đó, ngoài việc giành được giải thưởng "Nhạc sĩ tiên phong xuyên biên giới của China Fashion We Media Awards", Cô còn góp giọng trong ca khúc chủ đề ''We Are One'' trong phim ''Bán Yêu Khuynh Thành'', bài hát kết ''爱情是青春的旅行'' trong bộ phim thanh xuân ''First Love’'. Vào tháng 6, Úc Khả Duy với tư cách khách mời đã kết hợp với A Trác, Bối Bối và Bá Văn trình diễn ca khúc ''未来中国'' tại lễ trao giải Hoa Biểu. Vào tháng 7, Cô góp trong trong bài hát đệm ''青衣謡'' trong phim ''Thanh Vân Chí'', ca khúc quảng bá ''時光正好'' trong phim điện ảnh ''Hạ Hữu Kiều Mộc Nhã Vọng Thiên Đường''. Tháng 9, Cô góp giọng trong ca khúc quảng bá ''風中芭蕾'' trong phim ''Ma Tước''. Tháng 10, Úc Khả Duy tham gia Masked Singer và hoàn thành 3 vòng thi với hình tượng ''Haha Nhất Tiếu Khuynh Thành". Cuối cùng trong kỳ 9, Cô solo với ca khúc ''獨家記憶'' và kết hợp cùng Lâm Hựu Gia trong ca khúc ''浪費'' đã chiếm vị trí đầu bảng xếp hạng âm nhạc trong một thời gian dài. Vào tháng 11, Úc Khả Duy đoạt giải Kim Khúc cho hạng mục ''Nữ Ca Sĩ Điện Ảnh Và Truyền Hình được yêu thích nhất'', quảng bá ca khúc ''爱情是青春的旅行'' và giải thưởng ''Nghệ Sĩ có tinh thần du lịch nhất''. Tháng 12, Úc Khả Duy đoạt giải '' Hình Mẫu lành mạnh'', giải thưởng ''Ngôi Sao tiên phong hàng năm'' của Lễ vinh danh Người mẫu sức khỏe. Vào cuối năm, Úc Khả Duy phát hành Album thứ 5 ''00:00'' sau hai năm, ý tưởng của Album là đánh thức ý thức tự do về thời gian, cảm nhận dòng chảy và sự tĩnh lặng của thời gian và không gian tự do, đồng thời đây cũng là điểm khởi đầu mới cho hành trình âm nhạc.
Đầu năm 2017, Cô góp giọng trong ca khúc mở đầu ''不完整的存在'' trong bộ phim thanh xuân ''Lợi Tiên Sinh Bắt Gặp Tình Yêu’', ''思慕'' trong phim cổ trang ''Tam Sinh Tam Thế Thập Lý Đào Hoa'', bài hât đệm ''夙念'' trong phim cung đình ''Đại Đường Vinh Diệu'', ca khúc chủ đề ''天下無敵'' trong bộ phim hiện đại ''Vân Điên Chi Thượng''. Ngày 24 tháng 3, Úc Khả Duy tổ chức buổi hòa nhạc ''00:00自由時間'' tại Đài Bắc, và cô đã hát một số ca khúc của tác phẩm điện ảnh và truyền hình và các bài hát đại diện cá nhân tại buổi hòa nhạc. Vào tháng 4, Úc Khả Duy đoạt giải "Màn trình diễn sân khấu xuất sắc nhất" trong Bảng xếp hạng toàn cầu Hoa Ngữ. Tháng 5, với Album ''00:00'', Úc Khả Duy đoạt giải Global Pop Music Gold Chart với danh hiệu ''Trình diễn tình ca xuất sắc nhất'' và vinh dự là nữ ca sĩ được giới truyền thông giới thiệu nhiều nhất. Cùng thời điểm, Cô góp giọng trong ca khúc chủ đề ''心不由己'' bộ phim ''Trạch Thiên Ký’'. Tháng 6, Cô góp trọng trong bài hát đệm ''小小天涯'' trong bộ phim thần thoại ''Thượng Cổ Tình Ca’', hợp tác cùng với Vương Tranh Lượng trong ca khúc chủ đề ''星月'' trong phim cổ trang ''Sở Kiều Truyện’', ''落在胸口的星星'' trong phim ''Mỹ Dung Châm'', bài hát đệm ''未至'' trong bộ phim thanh xuân ''Hạ Chí Chưa Đến''. Sau đó, Úc Khả Duy đoạt giải thưởng ''Đề xuất cá nhân về âm nhạc" tại Lễ trao giải xếp hạng hàng đầu của Music Radio Trung Quốc năm 2016; Và được mời tham dự Lễ bế mạc Đơn vị quan tâm truyền thông của Kênh phim Liên hoan phim quốc tế Thượng Hải. Vào tháng 7, Úc Khả Duy chiến thắng Bảng xếp hạng âm nhạc Thành Phố để giới thiệu Nữ ca sĩ và ca khúc ''寂寞更生'' của Cô đã giành được danh hiệu ''Đĩa đơn được DJ yêu thích nhất của năm''. Ngoài ra, trong chương trình Golden Melody, với vai trò Thầy Đánh Thức Úc Khả Duy đã đánh thức thành công kim khúc của Phẩm Quán ''從來沒有想過'', kim khúc của Đới Bội Ni ''水中央''. Vào tháng 9, Úc Khả Duy bắt đầu ra mắt vở nhạc kịch cá nhân, Cô đóng vai nữ chính Trịnh Nhã Huyền cùng với Trịnh Y Kiện trong vở nhạc kịch tình yêu hiện đại "Tình yêu ký ức Alzheimer" do giám đốc âm nhạc Hàn Hồng sản xuất và trình diễn 14 bài hát trong vở kịch. Ngày 19 tháng 11, cùng với buổi hòa nhạc sinh nhật được tổ chức tại Bắc Kinh, Cô đồng thời thông báo về việc chính thức ký hợp đồng với HIM International Music.
Đầu năm 2018. Úc Khả Duy liên tiếp góp giọng trong ca khúc chủ đề ''像小時候一樣'' trong phim ''Boonie Bears: The Big Shrink'', ''盲目自信'' trong ''Người Đàm Phán'', ''失重'' trong ''Old Boy''. Vào ngày 23 tháng 3, Úc Khả Duy thông báo chính thức xuất hiện trong số thứ 10 của chương trình cạnh tranh âm nhạc "Singer 2018" với tư cách là ca sĩ thay thế cuối cùng của mùa giải. Vào tháng 7, với tư cách là thành viên thành viên nhóm giám hộ Kim Khúc, Úc Khả Duy tham gia chương trình âm nhạc của đài truyền hình vệ tinh Giang Tô "Golden Melody 2". Vào ngày 19 tháng 10, Úc Khả Duy phát hành đĩa đơn solo ''进化''. Vào ngày 24 tháng 11, Úc Khả Duy tổ chức buổi hòa nhạc ''Tiến Hóa Vô Hạn'' tại Thành Đô. Cuối năm, Cô còn tham gia "启航2019-Lễ hội âm nhạc Trung Quốc" của CCTV, và hợp tác với Acapella Chorus của trường trung học số 6 Hạ Môn trình diễn ca khúc ''彩云追月''.

###### Năm 2019-2021
Vào ngày 4 tháng 2 năm 2019, Úc Khả Duy lần đầu tiên tham gia Gala Lễ hội mùa xuân của Đài Phát thanh và Truyền hình Trung ương Trung Quốc và trình diễn ca khúc ''新的天地'' cùng với Bình An và Dụ Việt Việt. Vào ngày 1 tháng 5, Úc Khả Duy tham gia chương trình đặc biệt ''Giấc Mơ Trung Quốc·Vẻ Đẹp Của Lao Động''—Ngày 1 tháng 5''Trái Tim Đến Trái Tim" được phát sóng trên CCTV-1. Trong chương trình, Cô kết hợp cùng với Trương Vệ Kiện trình diễn ca khúc ''壮志在我胸''. Vào ngày 3 tháng 5, Úc Khả Duy phát hành Album âm nhạc đầu tiên của mình ''路過人間'' sau khi gia nhập HIM Internatonal Music, đây là năm thứ mười ra mắt, Cô mong muốn thể hiện một phong cách âm nhạc khác với trước đây thông qua Album này, thể hiện cái nhìn tích cực về cuộc sống, lạc quan và dũng cảm vượt qua thử thách một cách hoàn chỉnh. Ngày 7 tháng 8, chương trình đặc biệt ''天下有情人'' do Úc Khả Duy tham gia trên Đài Phát thanh và Truyền hình Trung ương Trung Quốc đã được phát sóng, cô kết hợp cùng với Hồ Hạ trình diễn ca khúc chủ đề cùng tên. Vào ngày 13 tháng 9, Úc Khả Duy một lần nữa tham gia Gala Tết Trung thu của Đài Phát thanh và Truyền hình Trung ương Trung Quốc và kết hợp với Bình An trình diễn ca khúc mở màn ''明月升''. Sau đó, Úc Khả Duy phát hành đĩa đơn cá nhân ''我的城'' do chính cô viết lời và sáng tác với tư cách là nhà sản xuất và dành tặng riêng cho quê hương Thành Đô của cô. Vào ngày 31 tháng 10, Úc Khả Duy đạt danh hiệu ''Ca sĩ đột phá của năm'' tại Lễ hội thường niên Bảng xếp hạng bài hát mới châu Á; Vào tháng 12, Cô giành được ba danh hiệu bao gồm ''Ca sĩ đột phá của năm'' tại Migu Music Awards; Và bài hát ''知否知否'' kết hợp cùng Hồ Hạ cũng đã giành được giải thưởng ''Top 10 bài hát vàng'' tại Liên hoan âm nhạc giải trí TMEA Tencent.Vào ngày 19 tháng 12, Úc Khả Duy tham gia đêm hội văn nghệ "Tình Khúc Của Dòng Sông, Trái Tim Của Trung Quốc: Kỷ Niệm 20 Năm Ngày Trao Trả Ma Cao'' và trình diễn ca khúc ''扬帆未来'' với tư cách là đại diện các ca sĩ trẻ đại lục.
Vào tháng 1 năm 2020, Úc Khả Duy tham gia Dạ tiệc Lễ hội mùa xuân của Đài Phát thanh và Truyền hình Trung ương Trung Quốc, trong đêm hội, ngoài tham gia trình diễn bài hát mở màn ''我的新年新愿'', Cô còn hát ca khúc ''夜空中最亮的星''. Ngày 1 tháng 5, chương trình đặc biệt ''Giấc Mơ Trung Quốc·Vẻ Đẹp Của Công Việc''——Ngày 1 tháng 5''Trái Tim Đến Trái Tim" trên đài CCTV được phát sóng, trong chương trình, Úc Khả Duy kết hợp cùng Bình An, Dương Trúc Thanh, Hoắc Kính trình diễn ca khúc phúc lợi công cộng chủ đề "dịch bệnh" ''让爱洒满人间''. Ngày 12 tháng 6 năm 2020, Úc Khả Duy tham gia chương trình thực tế đầu tay của nhóm nữ Tỷ Tỷ Đạp Gió Rẽ Sóng của Đài truyền hình vệ tinh Hồ Nam với tư cách là thí sinh được phát sóng. Ngày 4 tháng 9, trong đêm thành đoàn Úc Khả Duy đạt hạng 6, ra mắt với nhóm nhạc X-SISTER. Ngày 30 tháng 10, Úc Khả Duy tham gia chương trình tống nghệ Tỷ Tỷ Ái Lạc Chi Trình cùng với X-SISTER (nhóm nhạc thành đoàn sau chương trình Tỷ Tỷ Đạp Gió Rẽ Sóng). Úc Khả Duy tham gia Lễ đón giao thừa của CCTV "启航2021". Vào ngày 31 tháng 12, nhóm X-SISTER tham gia buổi biểu diễn đêm giao thừa của đài truyền hình vệ tinh Hồ Nam và trình diễn ca khúc ''无价之姐'' và ''Lady Land''.
Vào ngày 13 tháng 1 năm 2021, chương trình tạp kỹ chia sẻ cuộc sống "Xin Chào Cuộc Sống mùa 2" Úc Khả Duy tham gia được phát sóng trên CCTV-3. Vào ngày 22 tháng 1, Úc Khả Duy cùng với Lý Tư Đan Ny, Mạnh Giai, Kim Thần và Trương Hàm Vận năm chị em đã trình diễn ca khúc chiến đấu thể thao điện tử dành cho quán quân nữ 2 mùa Kings of Glory ''你我皆王者''. Vào ngày 4 tháng 2, Úc Khả Duy tham gia Gala Lễ hội mùa xuân của đài truyền hình vệ tinh Hồ Nam và biểu diễn ca khúc ''家乡美'' cùng với Kim Sa, Huyền Tử và Lý Phí Nhi. Ngày 26 tháng 2, ca khúc mở đầu bộ phim truyền hình "Cẩm Tâm Tựa Ngọc" được phát hành trực tuyến. Vào ngày 8 tháng 4, ca khúc chủ đề ''理想'' của phim ngắn ''理想照耀中国'' do Úc Khả Duy cùng nhiều ca sĩ đồng hát đã được phát hành, Ngày 1 tháng 7, phát sóng vở diễn sân khấu kỷ niệm 100 năm Ngày thành lập Đảng Cộng sản Trung Quốc ''伟大征程'', hát vang ca khúc ''英雄赞歌''. Tháng 8, Úc Khả Duy tham gia hát ca khúc chủ đề cùng tên trong bộ phim truyền hình dài 5 tập ''人民的小康''. Vào ngày 21 tháng 9, Úc Khả Duy trình diễn ca khúc ''送你一朵小红花'' cùng với Hạ Vũ tại Gala Tết Trung Thu năm 2021 của CCTV. Ngày 22 tháng 10, Úc Khả Duy tham gia chương trình tạp kỹ mới Buổi Hòa Nhạc Thời Gian/时光音乐会 của đài truyền hình vệ tinh Hồ Nam. Ngày 11 tháng 12, Úc Khả Duy tham gia lễ trao giải Tencent Music Entertainment Awards 2021, ngoài ra Úc Khả Duy cũng nhận được giải "Nữ Ca Sĩ Nội Địa Xuất Sắc Nhất Của Năm" của buổi lễ trao giải này. Ngày 25 tháng 12, Úc Khả Duy tham gia Gala trao giải "Top Global Chinese Music 2021" của đài CCTV, Cô trình diễn "Dear Life" và "Ngang Qua Nhân Gian". Cùng ngày, Úc Khả Duy tham gia chung kết giải đấu mùa thu của game Vương Giả Vinh Diệu, Cô cùng nghệ nhân bình đàn Hoàng Khánh Nghiên biểu diễn ca khúc chủ đề anh hùng "Nhất Vũ Phiên Phiên" phiên bản Tô Châu bình đàn. Ngày 31 tháng 12, Úc Khả Duy tham gia Đêm hội chào năm mới 2022 đài CCTV, Cô song ca cùng Trương Tân Thành trong ca khúc "Tia Sáng Rơi Vào Sinh Mệnh". Cùng ngày, Úc Khả Duy tham gia đêm hội cuối năm đài Hồ Nam, Cô cùng Lâm Chí Huyền song ca 2 bản kim khúc của Đài Loan "Cây Ô Liu" và "Rượu Cạn Chai Bán Không".

###### Năm 2022
Ngày 1 tháng 1, Úc Khả Duy tham gia buổi hòa nhạc mừng năm mới 2022 - Giương Buồm Đi Xa - Vùng Vịnh Lớn của đài CCTV, Cô hợp xướng ca khúc ''Hòa Vận'' cùng với 2 nghệ sĩ khác. Ngày 2 tháng 1, Úc Khả Duy tham gia sự kiện "Đêm Băng Tuyết" của hãng Canon. Ngày 3 tháng 1, ca khúc "失去就是这样么'' do Úc Khả Duy thể hiện, nhạc đệm phim điện ảnh "Lý Mậu sắm vai Thái Tử" chính thức phát hành trên QQ Music, Kugou Music và Kuwo Music. Ngày 19 tháng 1, ca khúc chủ đề tình cảm ''错落'' của bộ phim ''Lưu Quang Chi Thành'' do Úc Khả Duy thể hiện chính thức phát hành. Ngày 21 tháng 1, Úc Khả Duy cho ra mắt ca khúc mới mang tên ''Bookmark''. Ngày 31 tháng 1, Úc Khả Duy tham gia chương trình "Cổ Vận Tân Xuân" của đài CCTV-1, Cô trình diễn ca khúc ''Thanh Ngọc Án • Nguyên Tịch'' - bài hát phổ từ bài thơ cùng tên thời Nam Tống của Tân Khí Tật. Cùng ngày, Úc Khả Duy tham gia Chương trình Xuân Vãn 2022 của đài CCTV, kết cùng Triệu Lệ Dĩnh, Chu Nhất Long, và Vương Tuấn Khải trình diễn ca khúc ''Hoan Lạc Thời Quang''.
Ngày 1 tháng 2, Úc Khả duy tham gia "Bách Hoa Nghênh Xuân"- chương trình liên hoan văn nghệ lớn mừng xuân 2022 của Giới Văn học và Nghệ thuật Trung Quốc, Cô kết hợp cùng Vương Khải, Lý Thấm và A Vân Ca thể hiện ca khúc "Giang Sơn Nhân Dân". Cùng ngày, Úc Khả duy tham gia chương trình đặc biệt mừng Xuân 2022 của Bộ Văn hóa và Du lịch Trung Quốc, cùng với Trương Kiệt, Đàm Duy Duy và Trương Nghệ Hưng thể hiện ca khúc "Thường Về Thăm Nhà". Ngày 2 tháng 2, Úc Khả Duy song ca cùng A Vân Ca trình diễn ca khúc ''Băng Đang Múa, Tuyết Đang Cháy'' trong hoạt động chuyền đuốc Thế Vận Hội mùa đông Bắc Kinh. Ngày 7 tháng 2, Úc Khả Duy góp giọng trong ca khúc chủ đề ''十年如烟'' trong phim điện ảnh ''Mười Năm Nhất Phẩm Ôn Như Ngôn''.
Ngày 6 tháng 4, Úc Khả Duy chính thức phát hành ca khúc mới với tên gọi ''如果花''. Ngày 9 tháng 4, Úc Khả Duy tham gia chương trình ''Like Vì Bài Hát'' mùa 2, Cô thể hiện ca khúc ca khúc hot trên Douyin ''删了吧''. Ngày 16 tháng 4, Úc Khả Duy lần nữa tham gia chương trình ''Like Vì Bài Hát'' mùa 2 kỳ 2 và trình diễn ca khúc mới ''如果花''. Cùng ngày, Cô tham gia chương trình "Kinh Điển Vịnh Lưu Truyền" mùa 5, thể hiện ca khúc về hoa sen ''爱莲说'' của tác giả Chu Đôn Di thời Bắc Tống.
Ngày 01 tháng 07, Úc Khả Duy tham gia chương trình "Đêm Nhạc Giao Hưởng 01/7" của đài CCTV, song ca cùng Đàm Duy Duy trong ca khúc ''Non Xanh Nước Biếc Của Tôi''
Ngày 18 tháng 08, Úc Khả Duy tham gia Đêm hội 818 của đài CCTV2 và trình diễn ca khúc ''Tụ Quang'' - đây cũng là bài hát chủ đề của đêm hội này. Ngày 22 tháng 08, Úc Khả Duy song ca cùng Hồ Hạ trong ca khúc ''俩俩'' nhạc phim ''Trầm Vụn Hương Phai: Trầm Hương Như Tiết''. Ngày 24 tháng 08, Úc Khả Duy chính thức phát hành Album thứ 7 "Dear Life'', bao gồm 13 bài hát. 
Ngày 11 tháng 09, Úc Khả duy tham gia đêm hội ''Cổ Vận Tân Thanh Trung Thu'' đài CCTV và trình diễn ca khúc ''Giá Cô Thiên•Quế Hoa''. Ngày 12 tháng 09, Cô thang gia chương trình "Thi Họa Trung Quốc" hợp tác với Thịnh Tiểu Vân hoàn thành tác phẩm ''Thu Hưng Bát Cảnh''. Ngày 17 tháng 09, Cô tham gia chương trình ''拿手好戏'' trình diễn ca khúc ''Thiên Tiên Phối'' + ''Ngọn Gió Miền Sơn Dã'' cùng với Huỳnh Thánh Y, Lương Hán Văn, Phan Ninh Tĩnh. 

## Sự kiện gây tranh cãi

### Super Girl vòng đấu 4 vào 3
Vào đêm diễn ra trận đấu, một số cư dân mạng phát hiện ra rằng phương tiện truyền thông chính thức của Truyền hình vệ tinh Hồ Nam 金鹰网 đã đăng thông tin liên quan về ''Hạng 4 "Super Girl" Úc Khả Duy sẽ được phỏng vấn vào ngày mai" lúc 23:40, trong khi vòng đấu 4 vào 3 của Super Girl mới bắt đầu vào 22:30 đêm hôm đó và kết thúc vào khoảng 1 giờ sáng ngày hôm sau, khi cuộc thi tiến hành đến 23:40, tình thế của Úc Khả Duy rất khả quan, kết quả vòng thi vẫn chưa được công bố. Nhưng vào vòng thi đầu tiên được ba giám khảo chấm điểm, rất nhiều cư dân mạng phát hiện Úc Khả Duy bị tính thiếu 11 phiếu, vốn dĩ có thể trở thành quán quân của tuần và "Cover Girl" cuối cùng Cô lại bị loại.

### Super Girl''Cổng Tuổi''
Ngày 22 tháng 7, mười ngày sau vòng thi đấu thứ hai của top 10, một số phương tiện truyền thông bất ngờ đưa tin Úc Khả Duy nghi vấn thay đổi số tuổi để tham gia cuộc thi. Chiều ngày 30 tháng 7, Úc Khả Duy đã đưa ra lời xin lỗi vì đã thay đổi tuổi của mình trên blog, nhưng bài đăng đã bị xóa sau thời gian ngắn. Kể từ đó, cả Úc Khả Duy và Đài truyền hình vệ tinh Hồ Nam đều giữ im lặng về vấn đề này, điều này đã làm dấy lên nhiều đồn đoán và thậm chí có tin đồn rằng cô ấy có thể bị xóa bỏ tư cách trong cuộc thi. Mãi cho đến ngày 31 tháng 8 sau khi bị loại, Úc Khả Duy tham gia ''潇湘晨报'' với tư cách khách mời, Cô một lần nữa bày tỏ lời xin lỗi của mình và nói trên chương trình ''娱乐急先锋'' của Kênh giải trí Hồ Nam vào ngày hôm đó:" Tôi không nghĩ rằng bản thân trong cuộc thi có thể đi đến bước này". Trong thông tin ban đầu được cung cấp bởi 网易 cũng như phụ đề trên màn hình TV của cuộc họp top 300 Quốc Gia, vòng thi 18 vào 10 đầu tiên và ba vòng thi đầu tiên của top 10 đều cho thấy Úc Khả Duy 23 tuổi (sinh năm 1986). Tuy nhiên, những người trong cuộc chỉ ra rằng đây là chiêu thức thổi phồng nhất quán của đài truyền hình vệ tinh Hồ Nam, Úc Khả Duy đã ký hợp đồng đồng thời vẫn phải thi đấu nên chỉ có thể bấm bụng chịu đựng. Hơn nữa, trên màn hình phát sóng khu vực ca hát Thành Đô của Úc Khả Duy thể hiện rõ số tuổi của Cô là 26 tuổi.

### Giải Kim Khúc
Tháng 5 năm 2010, Úc Khả Duy phát hành Album đầu tay mang tên ''蓝短裤'' được mọi người đón nhận với ca khúc chủ đề ''指望'' trở thành bài hát đệm bộ phim truyền hình Đài Loan ''Người Vợ Sắc Sảo'' và trở nên phổ biến tại Đài Loan. Vào ngày 13 tháng 5 năm 2011, Úc Khả Duy được đề cử tại Giải Kim Khúc lần thứ 22 ở hạng mục "Nghệ sĩ mới xuất sắc nhất", Cô là ca sĩ Trung Quốc đại lục duy nhất được đề cử năm đó. Tuy nhiên, điều đó đã gây ra tranh cãi vì cô đã có những Album được phát hành ở Trung Quốc đại lục trước năm 2010, điều này khiến cô không đủ điều kiện cho danh mục giải thưởng. Sau khi thông qua tư cách thẩm tra, Cục Thông tin Đài Loan đã đưa ra thông báo chính thức vào ngày 19 tháng 5, ca sĩ Úc Khả Duy vào tháng 9 năm 2009 đã phát hành qua ''郁音绕梁DSD'', vì vậy bị xóa bỏ tư cách khỏi danh sách đề cử. Về vấn đề này, Úc Khả Duy bày tỏ sự tiếc nuối, trong khi đó Rock Records lại có một cách biện giải khác, cho rằng quy định của giải Kim Khúc xảy ra vấn đề. Trong một tuyên bố, Cô tôn trọng quyết định của hội đồng giám khảo: "Tôi xin cảm ơn Giải Kim Khúc vì sự công nhận ban giám khảo đã dành cho tôi. Mặc dù tôi đã bị loại, nhưng điều đó đã thôi thúc tôi làm việc chăm chỉ hơn trong tương lai."

## Tác phẩm âm nhạc

### Album trước khi ra mắt
Hai Album đầu tiên được phát hành dưới tên thật Úc Anh Hà (郁英霞).
| STT | Tên Album                                  | Tên gốc    | Ngày phát hành | Hãng đĩa thu âm   | Nhà xuất bản                  | Danh sách bài hát |
| --- | ------------------------------------------ | ---------- | -------------- | ----------------- | ----------------------------- | --- |
| 1st | Paramount                                  | 百乐门     | 07-04-2008     | Flamingo Records  | Shenzhen Co.                  | 1. 多少柔情多少泪 2. 午夜香吻 3. Bressanon 4. 月光小夜曲 5. 绵绵细雨的夜晚 6. 爱你一万年 7. 爱你在心口难开 8. 娜奴娃情歌 9. 绿岛小夜曲 10. 今宵多珍重 11. 爱情的债 12. 谁能禁止我的爱 13. 路边的野花不要采 14. 难忘的初恋情人 15. 跟着感觉走 |
| 2nd | Cabaret (hay còn gọi là Fennel Bistro)     | 茴香小酒馆 | 19-09-2008     | Flamingo Records  | Shenzhen Co.                  | 1. 念念不忘的情人 2. 想你的时候 3. 耶利亚女郎 4. 蝶儿蝶儿满天飞 5. 牵手 6. 再见我的爱人 7. 海韵 8. 红花雨 9. 无声的雨 10. 原乡情浓 11. 青青河边草 12. 漫步人生路 13. 夜太黑                                                                  |
| 3rd | Úc Âm Nhiễu Lương (So Charmed Yu's Sound!) | 郁音绕梁   | 14-10-2009     | Dongsheng Culture | Quảng Đông Audio-Visual Press | 1. 爱我别走 2. 如果这都不算爱 3. 哭泣的玫瑰 4. 月半弯 5. 很简单 6. 爱似烟火 7. 别太晚回家 8. 你走进了她的房间 9. 爱忧伤 10. 突然的自我 11. 分手后就不要回头 12. 稻香                                                                         |

### Album chính thức
| STT | Tên Album           | Tên gốc    | Ngày phát hành    | Danh sách bài hát | Hãng đĩa thu âm              |
| --- | ------------------- | ---------- | ----------------- | --- | ---------------------------- |
| 1st | Blue Shorts         | 蓝 短裤    | 05 tháng 05, 2010 | 1. Blue Shorts/蓝短裤 (phiên bản thiếu niên） 2. Kỷ Niệm Giấc Mơ/梦想纪念日 (ca khúc chủ đề phim truyền hình ''Nhà Tôi Có Hỷ'') 3. Làm Ấm Con Tim/暖心 (ca khúc chủ đề phim ''Người Vợ Sắc Sảo'' của Kênh truyền hình Đài Loan SanliTV) 4. Mong Đợi/指望 (ca khúc chủ đề phim ''Người Vợ Sắc Sảo'' của Kênh truyền hình Đài Loan SanliTV) 5. Linh Hồn Hoa/灵魂之花 6. Quả Chanh Nhỏ/小柠檬 (Bài hát quảng cáo đồ uống thạch chanh Huatong) 7. Lửa Cháy/燃火 8. Trái Tim Em Đã Trao Cho Ai/我的心给了谁 9. Về Nhà/回家 10. Thêu Hoa/绣花 11. Blue Shorts/蓝短裤 (phiên bản Thiên Thần） | Rock Records Pte Ltd         |
| 2nd | Thêm Chút Hạnh Phúc | 微 加 幸福 | 30 tháng 6, 2011  | 1. Cảng Nhỏ/小巷 2. Không Tổn Thương Được/伤不起 (ca khúc chủ đề phim ''Cô Nàng Công Sở'' Kênh truyền hình Đài Loan SanliTV) 3. Không Liên Quan Gì Đến Anh Ấy/已经与他无关 (ca khúc chủ đề phim ''Local Hero'' của Kênh truyền hình Đài Loan) 4. Thêm Chút Hạnh Phúc/微加幸福 (ca khúc chủ đề phim ''Cô Nàng Công Sở'' của Kênh truyền hình Đài Loan SanliTV) 5. Vì Anh/为了你 (ca khúc chủ đề phim thần tượng ''爱在桐花纷飞时'' của Đài Tổng Hợp GTV) 6. Anh Không Cần Em Nữa Sao/你不要我了吗 7. Lắng Nghe Anh/听你说 (kết hợp cùng Lâm Phàm ca khúc chủ đề phim ''Người Vợ Sắc Sảo'' của Kênh truyền hình Đài Loan SanliTV) 8. Cây Hoa/花树 9. Bạn Tốt Chỉ Là Bạn/好朋友只是朋友 (ca khúc chủ đề phim ''Cô Nàng Công Sở'' của Kênh truyền hình Đài Loan SanliTV) 10. Tôi/我 11. Mùa Hè Của Ninh Tịnh/宁夏 微加幸福 微笑庆功版 Bonus Track 1. Tea Soup/茶汤 (ca khúc mở đầu phim ''温柔的慈悲'' của Đài truyền hình Trung Quốc Eight O'clock) 2. 三烈士赞 (bài hát chủ đề bộ phim hoạt hình ''民的1911'') | Rock Records Pte Ltd         |
| 3rd | Lost Love           | 失恋 事 小 | 23 tháng 07, 2012 | 1. Hoa Tàn/花散 2. Rất Muốn Anh Ở Đây/好想你也在 (nhạc đệm phim ''东华春理发厅'' của Đài truyền hình Trung Quốc Eight O'clock/) 3. Thói Hư/坏习惯 (ca khúc chủ đề phim ''Người Vợ Sắc Sảo'' của Kênh truyền hình Đài Loan SanliTV) 4. Cặp Đôi Không Phù Hợp Nhất/最不搭的一对 5. Không Buông Được/放不下 (nhạc kết phim ''东华春理发厅'' của Đài truyền hình Trung Quốc Eight O'clock) 6. Áo Đầm/连衣裙 7. Lost Love/失恋事小 8. Luôn Luôn/一直 9. Anh Sống Tốt Không/你好吗 10. Giấc Mơ Ban Ngày/白日梦 (ca khúc mở đầu phim ''Chúng Ta Phát Tài Rồi'' Kênh truyền hình Đài Loan SanliTV) 11. Hạnh Phúc Có Khó Không/幸福难不难 (Bài hát chủ đề phim ''Người Vợ Sắc Sảo终回:幸福男·不难'') | Rock Records Pte Ltd         |
| 4th | Nước Ấm             | 温水       | 25 tháng 6, 2014  | 1. Độc Thoại/自言自语 2. Nước Ấm/温水 3. Tha Thứ Không Đẹp Đẽ/原谅不美好 (nhạc đệm phim ''The Personals'' Đài tổng hợp GTV) 4. Invisible Love 5. Yêu Cần Thực Tế Hơn/爱要多现实 6. Nhiều Năm Như Vậy/这么多年 7. Duy/唯 8. Ngây Dại/呆着 9. Trốn Tránh/躲起来 10. Quê Nhà Ấm Áp/暖乡 11. 盲目者请崇拜 (Invisible Love bản Trung Quốc) | Rock Records Pte Ltd         |
| 5th | 00:00               | 00:00      | 27 tháng 12, 2016 | 1. Chảy Ngược/倒流 (nhạc đệm phim ''Nụ Cười Của Faust '' trên Kênh truyền hình Đài Loan SanliTV) 2. Sự Tái Sinh Của Cô Đơn/寂寞更生 3. Thang Máy/电梯 4. Đêm Tuyết Đầu Mùa Rơi/夜落初雪 5. Em Nghe Nói/我听说 6. Oh Why 7. Không Có Thời Gian Để Cô Đơn/没空寂寞 8. 21 Ngày/21天 9. Hổ Phách/琥珀 10. Sở Thích Cá Nhân/个人品味 | Rock Records Pte Ltd         |
| 6th | Ngang Qua Nhân Gian | 路過人間   | 10 tháng 5, 2019  | 1. Ngang Qua Nhân Gian/路过人间 (nhạc đệm phim ''Thế Giới Giữa Chúng Ta'' của Đài truyền hình công cộng Đài Loan) 2. Intersection Of 30/三十而栗 3. Tiến Hóa/进化 4. Anh Biết Đấy/你知道 5. Ghi Hận/记恨 6. Mười Năm Tựa Một Ngày/十年如一日 7. Là Ai/是谁 8. Tôi Không Phải Thần/我不是神 9. Missed Call 10. Vẫn Còn Quá Sớm/为时尚早 CD Only Bonus Track 1. Ngang Qua Nhân Gian/路过人间 (Live Ver)(kết hợp cùng Dàn hợp xướng Thiên Thần Uất Kim Hương) | HIM International Music Inc. |
| 7th | Dear Life           | [ 153 ]    | 24 tháng 08, 2022 | 1. Yêu Anh Theo Cách Của Em/我行我素我爱你 2. Tìm/寻 3. Dear Life 4. Bookmark/书签 5. Dãy 5 Ghế 12/5排12座 6. Náo Nhiệt/闹哄哄 7. Nét Đẹp Của Thành Toàn/成人之美 8. Khởi Đầu Của Sự Lãng Mạn Suốt Đời/终身浪漫的开始 9. Niềm Vui Đau Đớn Nhất/最痛的痛快 10. Nếu Như Hoa/如果花 11. Cởi Trói/脱缰 12. Thao Thức/熬夜 13. Sáu Phút Mơ Màng Sau Cơn Mưa Lúc Chập Tối/傍晚阵雨后的六分钟遐想 | HIM Internatonal Music Inc.  |

### Đĩa Đơn (Single)
| Năm            | Ngày phát hành | Tên bài hát                    | Tên gốc            | Lời bài hát                                                          | Nhạc                        | Ghi chú                                                                                                 |
| -------------- | -------------- | ------------------------------ | ------------------ | -------------------------------------------------------------------- | --------------------------- | --- |
| Trước năm 2009 |                |                                | Girl Talk          | Úc Khả Duy                                                           | Úc Khả Duy                  | Những ca khúc nguyên tác trước đó                                                                       |
| Trước năm 2009 |                | FLY                            |                    | Úc Khả Duy                                                           | Úc Khả Duy                  | Những ca khúc nguyên tác trước đó                                                                       |
| Trước năm 2009 | 21-08          | Chùa Mộng Hồi Lan Nhược        | 夢回蘭若寺         | Alan                                                                 | Alan                        | Những ca khúc nguyên tác trước đó                                                                       |
| Trước năm 2009 |                | Anh Là Ánh Trăng Của Em        | 你是我的月光       | Úc Khả Duy                                                           | Úc Khả Duy                  | Những ca khúc nguyên tác trước đó                                                                       |
| Trước năm 2009 |                | 星願                           |                    | Úc Khả Duy                                                           | Úc Khả Duy                  | Những ca khúc nguyên tác trước đó                                                                       |
| Trước năm 2009 |                | Thời Gian                      | 時間               | Úc Khả Duy                                                           | Úc Khả Duy                  | Những ca khúc nguyên tác trước đó                                                                       |
| 2009           | 02-09          | Anh Không Yêu Em               | 你不愛我           | Lâm Thiên Ái, Đường Điềm                                             | Lâm Thiên Ái                | Album ''封面女生Cover Girls''                                                                           |
| 2010           | 05-05          | Quả Chanh Nhỏ                  | 小柠檬             | A Đệ Tử                                                              | A Đệ Tử                     | Bài hát quảng cáo đồ uống thạch chanh Huatong                                                           |
| 2012           | 26-02          | Ngàn Năm Có Một                | 千年一瞬           | Nguyễn Thiếu Hoa                                                     | Trịnh Thành                 | Ca khúc quảng bá điểm du lịch thị trấn Hoàng Long Khê, Thành Đô                                         |
| 2013           | 05-07          | Nhật Kí Tìm Rồng               | 尋龍記             | Đan Phi                                                              | La Hiểu Âm                  | Bài hát chủ đề trò chơi trực tuyến ''尋龍記''                                                           |
| 2014           | 08-09          | Trăng Sáng Trên Biển           | 海上的明月         | Dương Khải Hàng                                                      | Lý Kiệt                     | 苏州月·中华情-Bài hát chủ đề Đêm Hội Trung Thu của Đài CCTV                                             |
| 2015           | 26-09          | Hoa Phù Dung Nở                | 芙蓉花開           | La Thiên Trạch                                                       | La Thiên Trạch              | Bài hát chủ đề Văn Hóa Vạn Đạt Thành Đô                                                                 |
| 2015           | 20-11          | Động Vật Cấp Cao               | 高级动物           | Đậu Duy                                                              | Đậu Duy                     | Nhạc kết chương trình thực tế ''Big Brother'' bản Trung                                                 |
| 2016           |                | Lại Gặp Được Anh               | 又見到你           | 萧钧                                                                 | Hồ Húc Đông                 | Bài hát phúc lợi công ích chống lũ lụt                                                                  |
| 2018           | 09-11          |                                | 舜華曲             | Vãn Ca                                                               | Úc Khả Duy, Giả Bằng Phương | Bài hát chủ đề trò chơi trực tuyến ''天涯明月刀OL''                                                     |
| 2019           | 08-05          | Ánh Sáng Mặt Trời Của Tình Yêu | 爱的阳光           | Quách Phong                                                          | Quách Phong                 | Bài hát từ thiện công ích kết hợp cùng nhiều nghệ sĩ                                                    |
| 2019           | 19-09          | Thành Phố Của Tôi              | 我的城             | Úc Khả Duy                                                           | Úc Khả Duy                  | ''知遇之城'' bản Thành Đô                                                                               |
| 2020           | 08-02          | Gặp Gỡ                         | 遇見               | Lý Song Phi, Giản Luyện, Vương Mạn Tinh, Trương Phụ Tân, Tân Khí Tật | Lý Song Phi, Triệu Bối Nhĩ  | Bài hát quảng bá trò chơi di động ''遇见逆水寒''                                                        |
| 2020           | 29-02          | Một Dòng Sông                  | 一江水             | Vương An Thạch, Nhị Thủy                                             | Hàn Lôi、柒玖               | Bản live tại ''Kinh Điển Vịnh Lưu Truyền'                                                               |
| 2020           | 09-11          | Mô Tô Nhỏ                      | 小摩托             | Đường Hán Tiêu                                                       | Đường Hán Tiêu              | Tỷ Tỷ Ái Lạc Chi Trình                                                                                  |
| 2020           | 25-12          | Hiểu Được Trời Mưa             | 懂得雨天           | Diêu Nhược Long                                                      | Lý Song Phi                 | Đĩa đơn cá nhân                                                                                         |
| 2021           | 05-02          | Tìm                            | 寻                 | Vương Huy Dương Cát Đại Vi                                           | Vương Huy Dương             | Đĩa đơn cá nhân                                                                                         |
| 2021           | 25-06          | Dãy 5 Ghế 12                   | 5排12座            | Tạ Kim Lâm, Thi Nhân Thành                                           | Vũ Điền                     | Đĩa đơn cá nhân                                                                                         |
| 2021           | 03-12          | Một Lý Do Muốn Đi Đến Thành Đô | 一个想去成都的理由 | Điền Thần Minh                                                       | La Uy                       | Ca khúc chủ đề tuyên truyền cho Đại vận hội Thành Đô mùa hè 2021                                        |
| 2022           | 16-08          | Một Cơ Hội Hạnh Phúc           | 一次幸福的机会     | Diêu Nhược Long                                                      | Trần Tiểu Hà                | Nằm trong dự án tôn vinh Trần Tiểu Hà mang tên ''Ánh Trăng, Bóng Lưng và Biển''do StarNation thực hiện. |

### Bài hát hợp tác
| Năm  | Ngày phát hành | Tên bài hát                   | Tên gốc         | Lời bài hát                   | Nhạc                       | Ghi chú |
| ---- | -------------- | ----------------------------- | --------------- | ----------------------------- | -------------------------- | --- |
| 2009 |                | Tứ Xuyên Vẫn Đẹp              | 四川依然美麗    | Long Chương Kiến Thôi Thư     | Kim Bồi Đạt                | Bài hát thu âm cứu trợ thảm họa động đất 512 ở Vấn Xuyên trong Album ''Lực lượng Tứ Xuyên'' từ nhiều nghệ sĩ khác nhau |
| 2009 |                | Chúng Ta Nhất Định Có Thể     | 我們一定行      | Trâu Toàn                     | Q.LUV                      | Bài hát chủ đề từ thiện quy mô lớn từ nhiều nghệ sĩ khác nhau kỷ niệm lần thứ 512 trận động đất (bài hát chủ đề cho "Tái thiết sau thảm họa" ở Tứ Xuyên) |
| 2011 | 23-12          | Nhà Ở Thôn Bắc Cực            | 家在北極村      | Trần Thăng                    | Trần Thăng                 | Thu âm Album ''家在北极村'' của Trần Thăng |
| 2011 | 23-12          | 月兒幾時圓                    |                 | Trần Thăng                    | Trần Thăng                 | Thu âm Album ''家在北极村'' của Trần Thăng |
| 2011 |                |                               | Baby Sister     | Tăng Dật Khả                  | Tăng Dật Khả               | Top 5 Super Girl 2009 Bài hát cổ vũ Super Girl 2011 |
| 2014 | 08-09          | Mặt Trời Của Bản Thân         | 自己的太陽      | Vệ Lễ An                      | Vệ Lễ An                   | Bài hát chủ đề của hoạt động từ thiện ''Tôi Muốn Đến Trường'' |
| 2015 | 16-06          | Sinh Mệnh                     | 生命            | Quách Phong                   | Quách Phong                | Bài hát chủ đề công ích chống ma túy |
| 2015 | 02-09          | Mỗi Một Ngày                  | 每一天          | Ninh Hằng Vũ Tưởng Dật Phong  | Ninh Hằng Vũ               | Song ca cùng Ninh Hằng Vũ Thu âm trong Album ''心與心'' của Ninh Hằng Vũ |
| 2015 | 24-09          | Nhật Nguyệt Đồng Huy          | 日月同輝        | Kim Ôn Kỳ                     | Kim Ôn Kỳ                  | Song ca cùng Trần Sở Sinh Bài hát tuyên truyền đoàn đội Nhật Nguyệt Đồng Huy |
| 2020 | 18-03          | Hình Dáng Của Thiên Sứ        | 天使的身影      | Phi Hồng Vương Hiểu Linh      | Hà Mộc Dương               | Bài hát công ích chống dịch hợp tác cùng nhiều nghệ sĩ khác trên CCTV |
| 2020 |                | Biết Khó Mà Lui               | 知難而退        | Lam Du Thời                   | Lam Du Thời                | Song ca cùng Lưu Tư Hàm Thu âm trong Album ''愛，未滿'' của Lưu Tư Hàm |
| 2020 | 26-06          | Bát Mì Lớn                    | 大碗宽面        | Ngô Diệc Phàm                 | Lý Tư Tùng Liêu Chính Tinh | Tỷ Tỷ Đạp Gió Rẽ Sóng kỳ 3 (kết hợp cùng Mạnh Giai, Lý Tư Đan Ny, Kim Thần, Trương Hàm Vận, Vương Phi Phi, Thẩm Mộng Thần) |
| 2020 | 04-09          | Chị Gái Vô Giá                | 无价之姐        | Lý Vũ Xuân                    | Tôn Kiều Chí               | Tỷ Tỷ Đạp Gió Rẽ Sóng trực tiếp đêm thành đoàn |
| 2021 | 22-01          | Tôi Và Bạn Đều Là Vương Giả   | 你我皆王者      | Viên Đại Nguy Lý Hiểu Hoàn    | Viên Đại Nguy Lý Hiểu Hoàn | Bài hát chiến đấu trong trò chơi điện tử dành cho Nhà vô địch nữ ''Vương Giả Vinh Diệu'' mùa đông 2020 |
| 2021 | 21-12          | Biển Hồ Điệp                  | 蝴蝶海          | Úc Khả Duy Mạnh Giai          | Triệu Triệu                | Tỷ Tỷ Ái Lạc Chi Trình |
| 2021 |                |                               | Shinny Diamond  |                               | Triệu Triệu Tống Đào       | Tỷ Tỷ Ái Lạc Chi Trình |
| 2021 |                |                               | Lady Land       | Triệu Triệu Lý Thông          | Triệu Triệu                | Tỷ Tỷ Ái Lạc Chi Trình |
| 2021 | 05-01          | Mộng Du Ở California          | 加州梦游        | Diệp Thanh Trại Lam Vu Tử Bối | Diêm Tân Hạo               | Tỷ Tỷ Ái Lạc Chi Trình |
| 2021 | 14-09          | Ánh Trăng Chốn Thành Thị      | 城裡的月光 2021 | Trần Giai Minh                | Trần Giai Minh             | HIM Internatonal Music hợp xướng Trung Thu Bản cover tác phẩm của Hứa Mỹ Tịnh năm 1995 từ nhiều nghệ sĩ: Lâm Hựu Gia, Động Lực Hỏa Xa, Châu Huệ, F.I.R, Cảnh Tư Hán, Lý Hữu Đình, Trần Hạo Sâm, Úc Khả Duy, Karencici, Trần Hạo Lâm, Diêm Dịch Cách, Văn Tuệ Như, Anti-talent |
| 2022 | 26-01          | Bùng Cháy                     |                 |                               |                            | Ca khúc chủ đề tuyên truyền Thế Vận Hội mùa đông Kết hợp cùng: Trương Kiệt, Đàm Duy Duy, Úc Khả Duy, Hồ Ngạn Bân, Vương Khải, Thiện Y Thuần. |
| 2022 | 01-02          | Cùng Nhau Hướng Đến Tương Lai |                 |                               |                            | MV tuyên truyền cho Thế Vận Hội Mùa Đông Bắc Kinh 2022 Cùng với 99 ca sĩ và diễn viên khác |

### Tác phẩm sáng tác
| Năm phát hành | Album bao gồm                                                               | Tên bài hát       | Tên gốc        | Nội dung tham gia       |
| ------------- | --------------------------------------------------------------------------- | ----------------- | -------------- | ----------------------- |
| 2011          | Thêm Chút Hạnh Phúc/微加幸福                                                | Vì Anh            | 為了你         | Lời bài hát             |
| 2012          | Lost Love/失戀事小                                                          |                   | 連衣裙         | Lời / Nhạc              |
| 2014          | Nước Ấm/溫水                                                                | Tự Tin Mù Quáng   | 自言自語       | Lời / Nhạc              |
| 2014          | Nước Ấm/溫水                                                                | Nước Ấm           | 溫水           | Lời / Nhạc              |
| 2014          | Nước Ấm/溫水                                                                | Duy               | 唯             | Lời / Nhạc              |
| 2014          | Nước Ấm/溫水                                                                | Trốn Tránh        | 躲起來         | Lời / Nhạc              |
| 2018          | Bài hát chủ đề trò chơi điện tử Moonlight Blade/天涯明月刀OL 天香門派主題曲 | Thuấn Hoa Khúc    | 舜華曲         | Nhạc                    |
| 2019          | Ngang Qua Nhân Gian/路過人間                                                |                   | Missed Call    | Lời / Nhạc              |
| 2019          | Thành Phố Của Tôi/我的城                                                    | Thành Phố Của Tôi | 我的城         | Lời / Nhạc / Nguyên tác |
| 2021          | Tỷ Tỷ Ái Lạc Chi Trình/姐姐的愛樂之程                                       | Biển Hồ Điệp      | 蝴蝶海         | Lời bài hát             |
| 2021          | Tỷ Tỷ Ái Lạc Chi Trình/姐姐的愛樂之程                                       |                   | Shinny Diamond | Lời rap                 |

### Video âm nhạc (MV)
| Năm phát hành | Tên bài hát                       | Tên gốc        | Album                          | Nghệ sĩ hợp tác                  | MV      | Ghi chú                                                                                     |
| ------------- | --------------------------------- | -------------- | ------------------------------ | -------------------------------- | ------- | ------------------------------------------------------------------------------------------- |
| 2009          |                                   | 唱得響亮       | Cover Girls                    | Top 10 Super Girl 2009 toàn quốc | [ 198 ] | Bài hát chủ đề Super Girl 2009                                                              |
| 2009          | Anh Không Yêu Em                  | 你不愛我       | Cover Girls                    | Úc Khả Duy                       | [ 199 ] | Đĩa đơn cá nhân Super Girl                                                                  |
| 2009          | Vui Vẻ Xuất Phát                  | 快樂出發       |                                | Các ca sĩ thuộc Tianyu Media     | [ 200 ] | Bài hát chủ đề buổi hòa nhạc đêm giao thừa năm 2009 của đài truyền hình vệ tinh Hồ Nam      |
| 2010          | Làm Ấm Con Tim                    | 暖心           | Blue Shorts/蓝短裤             | Úc Khả Duy                       | [ 31 ]  | Bài hát chủ đề thứ hai của Album Blue Shorts/蓝短裤                                         |
| 2010          | Tôi Yêu x Bóng Đá                 | 我愛X足球      |                                | Top 5 Super Girl Động Lực Hỏa Xa | [ 201 ] | Bài hát truyền cảm hứng từ thiện Nam Phi World Cup 2010                                     |
| 2010          | Tứ Xuyên Vẫn Đẹp                  | 四川依然美麗   | Lực Lượng Tứ Xuyên/四川力量    | Nhiều ca sĩ                      | [ 202 ] | Bài hát chủ đề của Hoạt động từ thiện "Tái thiết sau thảm họa" ở Tứ Xuyên                   |
| 2010          | Gelivable youth                   | 給力青春       |                                | Các ca sĩ thuộc Tianyu Media     | [ 203 ] | Bài hát chủ đề buổi hòa nhạc đêm giao thừa năm 2010 của Đài truyền hình vệ tinh Hồ Nam      |
| 2011          | Mong Đợi                          | 指望           | Blue Shorts/蓝短裤             | Úc Khả Duy                       | [ 5 ]   | Bài hát chủ đề phim ''Người Vợ Sắc Sảo''                                                    |
| 2011          |                                   | 夢想紀念日     | Blue Shorts/蓝短裤             | Úc Khả Duy                       | [ 204 ] | Bài hát cổ vũ Super Girl 2009                                                               |
| 2011          |                                   | Baby Sister    |                                | Top 10 Super Girl 2009           | [ 191 ] | Bài hát cổ vũ Super Girl 2011                                                               |
| 2011          | Lắng Nghe Anh Nói                 | 聽你說         | Thêm Chút Hạnh Phúc/ 微加幸福  | Úc Khả Duy, Lâm Phàm             | [ 205 ] | Vương Đại Lục đóng vai chính                                                                |
| 2011          | Không Tổn Thương Được             | 傷不起         | Thêm Chút Hạnh Phúc/ 微加幸福  | Úc Khả Duy                       | [ 37 ]  | Sky Li, Chung Dao đóng vai chính                                                            |
| 2011          | Thêm Chút Hạnh Phúc               | 微加幸福       | Thêm Chút Hạnh Phúc/ 微加幸福  | Úc Khả Duy                       | [ 36 ]  | Bạch Tử Hiên đóng vai đặc biệt                                                              |
| 2011          | Bạn Tốt Chỉ Là Bạn                | 好朋友只是朋友 | Thêm Chút Hạnh Phúc/ 微加幸福  | Úc Khả Duy                       | [ 38 ]  | Bản live tại concert ''Mong Đợi Hạnh Phúc'' Đài Bắc                                         |
| 2011          |                                   | 茶湯           | Thêm Chút Hạnh Phúc/ 微加幸福  | Úc Khả Duy                       | [ 206 ] | Bản live tại concert ''Mong Đợi Hạnh Phúc'' Đài Bắc                                         |
| 2011          |                                   | 三烈士赞       |                                | Úc Khả Duy                       | [ 207 ] | Bài hát chủ đề phim Điện ảnh Hoạt hình ''民的1911'' Kỷ niệm 100 năm cuộc Cách mạng năm 1911 |
| 2011          | Nhà Ở Thôn Bắc Cực                | 家在北极村     | Nhà Ở Thôn Bắc Cực/ 家在北极村 | Úc Khả Duy, Lâm Phàm             | [ 189 ] | Thu âm Album ''家在北极村'' của Trần Thăng                                                  |
| 2011          |                                   | 月儿幾時圓     | Nhà Ở Thôn Bắc Cực/ 家在北极村 | Trần Thăng, Úc Khả Duy           | [ 190 ] | Thu âm Album ''家在北极村'' của Trần Thăng                                                  |
| 2012          | Ngàn Năm Có Một                   | 千年一瞬       |                                | Úc Khả Duy                       | [ 176 ] | Ca khúc quảng bá điểm du lịch thị trấn Hoàng Long Khê, Thành Đô                             |
| 2012          | Vì Anh                            | 為了你         | Thêm Chút Hạnh Phúc/ 微加幸福  | Úc Khả Duy                       | [ 197 ] |                                                                                             |
| 2012          | Anh Không Cần Em Nữa Sao          | 你不要我了嗎   | Thêm Chút Hạnh Phúc/ 微加幸福  | Úc Khả Duy                       | [ 208 ] | Ngũ Bách xuất hiện đặc biệt                                                                 |
| 2012          | Lost Love                         | 失戀事小       | Lost Love/失恋事小             | Úc Khả Duy                       | [ 209 ] |                                                                                             |
| 2012          | Hạnh Phúc Có Khó Không            | 幸福難不難     | Lost Love/失恋事小             | Úc Khả Duy                       | [ 46 ]  | Phim điện ảnh ''Người Vợ Sắc Sảo'' bản chính kịch                                           |
| 2012          |                                   | 放不下         | Lost Love/失恋事小             | Úc Khả Duy                       | [ 210 ] |                                                                                             |
| 2012          |                                   | 連衣裙         | Lost Love/失恋事小             | Úc Khả Duy                       | [ 211 ] |                                                                                             |
| 2012          |                                   | 一直           | Lost Love/失恋事小             | Úc Khả Duy                       | [ 212 ] |                                                                                             |
| 2013          | Rất Muốn Anh Cũng Ở Đây           | 好想你也在     | Lost Love/失恋事小             | Úc Khả Duy                       | [ 213 ] | Phim ''東華春理髮廳'' bản chính kịch                                                        |
| 2014          | Tha Thứ Không Đẹp Đẽ              | 原諒不美好     | Nước Ấm/溫水                   | Úc Khả Duy                       | [ 55 ]  |                                                                                             |
| 2014          | Nước Ấm                           | 溫水           | Nước Ấm/溫水                   | Úc Khả Duy                       | [ 214 ] |                                                                                             |
| 2014          |                                   | 自言自語       | Nước Ấm/溫水                   | Úc Khả Duy                       | [ 215 ] |                                                                                             |
| 2014          | Mặt Trời Của Bản Thân             | 自己的太陽     |                                | Nhiều ca sĩ                      | [ 192 ] | Bài hát chủ đề của hoạt động từ thiện ''Tôi Muốn Đến Trường''                               |
| 2015          | Sinh Mệnh                         | 生命           |                                | Nhiều ca sĩ                      |         | Bài hát chủ đề công ích chống ma túy                                                        |
| 2015          | Động Vật Cấp Cao                  | 高级动物       |                                | Nhiều ca sĩ                      |         | Nhạc kết chương trình thực tế ''Big Brother'' bản Trung                                     |
| 2017          | Thời Điểm Thích Hợp               | 時光正好       |                                | Úc Khả Duy                       | [ 72 ]  | Bài hát quảng bá phim điện ảnh "Hạ Hữu Kiều Mộc, Nhã Vọng Thiên Đường"                      |
| 2017          | Lại Gặp Được Anh                  | 又見到你       |                                | Úc Khả Duy                       | [ 181 ] | Bài hát phúc lợi công cộng chống lũ lụt                                                     |
| 2017          | Sự Tái Sinh Của Cô Đơn            | 寂寞更生       | 00:00                          | Úc Khả Duy                       | [ 101 ] |                                                                                             |
| 2017          | Thang Máy                         | 電梯           | 00:00                          | Úc Khả Duy                       | [ 216 ] | Tạ Doanh Huyên xuất hiện đặc biệt                                                           |
| 2017          | Đêm Tuyết Rơi                     | 夜落初雪       | 00:00                          | Úc Khả Duy                       | [ 217 ] |                                                                                             |
| 2017          | Quay Ngược                        | 倒流           | 00:00                          | Úc Khả Duy                       | [ 218 ] | Bản live tại concert ''00:00 Thời Gian Tự Do''                                              |
| 2017          | 21 Ngày                           | 21天           | 00:00                          | Úc Khả Duy                       | [ 219 ] | Bản live tại concert ''00:00 Thời Gian Tự Do''                                              |
| 2017          | Ngôi Sao Rơi Xuống Ngực           | 落在胸口的星星 |                                | Úc Khả Duy                       | [ 96 ]  | Bài hát chủ đề phim Điện ảnh ''Mỹ Dung Châm''                                               |
| 2018          |                                   | Is This Love?  |                                | Úc Khả Duy                       |         | Bài hát chủ đề phim ''Thuyết Tiến Hóa Tình Yêu''                                            |
| 2018          | Trên Ban Công                     | 陽台上         |                                | Úc Khả Duy                       |         | Bài hát quảng bá phim điện ảnh ''Trên Ban Công''                                            |
| 2018          | Intersection Of 30                | 三十而慄       | Ngang Qua Nhân Gian/路过人间   | Úc Khả Duy                       |         |                                                                                             |
| 2018          | Ngang Qua Nhân Gian               | 路過人間       | Ngang Qua Nhân Gian/路过人间   | Úc Khả Duy                       | [ 220 ] | Ôn Thăng Hào diễn xuất đặc biệt                                                             |
| 2018          | Ghi Hận                           | 記恨           | Ngang Qua Nhân Gian/路过人间   | Úc Khả Duy                       |         |                                                                                             |
| 2018          | Mười Năm Tựa Một Ngày             | 十年如一日     | Ngang Qua Nhân Gian/路过人间   | Úc Khả Duy                       |         | Chung Thừa Hàn diễn xuất đặc biệt                                                           |
| 2018          | Truy Tìm Ánh Sáng Thời Niên Thiếu | 追尋年少的光   |                                | Úc Khả Duy, Lâm Hựu Gia          |         | Bài hát chủ đề phim truyền hình ''Thời Gian Tươi Đẹp Của Dòng Chảy''                        |
| 2018          | Là Ai                             | 是誰           | Ngang Qua Nhân Gian/路过人间   | Úc Khả Duy                       |         |                                                                                             |
| 2018          | Hà Tất                            | 何必           |                                | Úc Khả Duy                       |         | Bài hát chủ đề phim truyền hình ''Yêu Ở Thị Trấn Hùng Nhân''                                |
| 2018          | Thành Phố Của Tôi                 | 我的城         | Thành Phố Của Tôi/我的城       | Úc Khả Duy                       |         | Bản live tại concert ''Tiến Hóa Vô Hạn''                                                    |
| 2018          | Anh Biết Đấy                      | 你知道         | Ngang Qua Nhân Gian/路过人间   | Úc Khả Duy                       |         | Tác phẩm do Úc Khả Duy đạo diễn                                                             |
| 2019          | Ghi Hận                           | 記恨           | Ngang Qua Nhân Gian/路过人间   | Úc Khả Duy                       | [ 221 ] |                                                                                             |
| 2021          | Dãy 5 Ghế 12                      | 5排12座        | Dear Life                      | Úc Khả Duy                       | [ 187 ] |                                                                                             |
| 2021          |                                   | Dear Life      | Dear Life                      | Úc Khả Duy                       | [ 222 ] |                                                                                             |
| 2022          | Uyển                              | 婉             |                                | Úc Khả Duy                       | [ 223 ] | Ca khúc chủ đề của anh hùng Thượng Quan Uyển Nhi game Vương Giả Vinh Diệu                   |
| 2022          | Cùng Nhau Xuất Phát               | 一起出发       |                                | Úc Khả Duy                       | [ 224 ] | Ca khúc quảng cáo cho sữa bột Junlebao                                                      |

### Nhạc phim
| STT | Thời gian phát hành | Thời gian phát hành | Tên bài hát                                   | Tên gốc              | Lời bài hát                   | Nhạc                    | Tên phim                                 | Tên gốc                    | Thể loại phim      | Ghi chú                                                |
| --- | ------------------- | ------------------- | --------------------------------------------- | -------------------- | ----------------------------- | ----------------------- | ---------------------------------------- | -------------------------- | ------------------ | ------------------------------------------------------ |
| 1   | Trước 2009          |                     |                                               | 雲海彼岸             |                               |                         |                                          | 云端的日子                 | Hoạt hình          | Bài hát chủ đề                                         |
| 2   | 2009                | 03-10               |                                               | 悠悠我心             | Vương Bối                     | Vương Bối               | The King of Milu Deer                    | 麋鹿王                     | Hoạt hình          | Bài hát chủ đề                                         |
| 3   | 2011                | 11-04               | Mong Đợi                                      | 指望                 | Phan Hiệp Khánh               | Phan Hiệp Khánh         | Người Vợ Sắc Sảo                         | 犀利人妻                   | Truyền hình        | Bài hát chủ đề                                         |
| 4   | 2011                | 10-06               | Lắng Nghe Anh Nói                             | 聽你說               | Vương Nhã Quân                | Vương Nhã Quân          | Người Vợ Sắc Sảo                         | 犀利人妻                   | Truyền hình        | Bài hát chủ đề                                         |
| 5   | 2011                |                     | Làm Ấm Con Tim                                | 暖心                 | Lưu Tử Lạc                    | Lưu Tử Lạc Vạn Mạn Đình | Người Vợ Sắc Sảo                         | 犀利人妻                   | Truyền hình        | Bài hát chủ đề                                         |
| 6   | 2011                | Tháng 9             |                                               | 三烈士赞             | Hồ Thạch Am                   | Dương Phỉ               | The People's 1911                        | 民的1911                   | Điện ảnh Hoạt hình | Bài hát chủ đề Kỷ niệm 100 năm cuộc Cách mạng năm 1911 |
| 7   | 2011                | 21-09               | Không Tổn Thương Được                         | 傷不起               | Lâm Tịch                      |                         | Cô Nàng Công Sở                          | 小資女孩向前衝             | Truyền hình        | Nhạc đệm                                               |
| 8   | 2011                | 18-11               | Thêm Chút Hạnh Phúc                           | 微加幸福             | Thụy Nghiệp                   | Hứa Yêu Vĩnh            | Cô Nàng Công Sở                          | 小資女孩向前衝             | Truyền hình        | Nhạc kết                                               |
| 9   | 2011                |                     | Hạnh Phúc Có Khó Không                        | 幸福難不難           | Hoàng Đình                    | Vũ Hoành                | Người Vợ Sắc Sảo tập cuối                | 犀利人妻最終回:幸福男·不難 | Điện ảnh           | Bài hát chủ đề                                         |
| 10  | 2011                | 09-12               | Bạn Tốt Chỉ Là Bạn                            | 好朋友只是朋友       | Hoàng Đình                    | Từ Vĩ Minh              | Cô Nàng Công Sở                          | 小資女孩向前衝             | Truyền hình        | Nhạc đệm                                               |
| 11  | 2012                |                     |                                               | 梦想纪念日           | Vương Nhã Quân                | Vũ Hoành                | Nhà Tôi Có Hỷ                            | 我家有喜                   | Truyền hình        | Nhạc đệm                                               |
| 12  | 2013                | 04-02               | Rất Muốn Anh Cũng Ở Đây                       | 好想你也在           | Hoàng Đình Trương Tích An     | Trương Tích An          | Dong-Huachun Barbershop                  | 東華春理髮廳               | Truyền hình        | Nhạc đệm                                               |
| 13  | 2013                | 28-05               | Thời Gian Chưng Mưa                           | 時間煮雨             | Quách Kính Minh Lạc Lạc       | Lưu Đại Giang           | Tiểu Thời Đại                            | 小时代                     | Điện ảnh           | Bài hát tuyên truyền                                   |
| 14  | 2014                | 25-02               | Người Em Yêu Nhất                             | 最爱的人             | Đàm Hoàn                      | Đàm Hoàn                | Bí Mật Của người Vợ                      | 妻子的秘密                 | Truyền hình        | Nhạc kết                                               |
| 15  | 2014                | 25-06               | Nhiều Năm Như Vậy                             | 这么多年             | Lợi Mạn Đình                  | Đỗ Khải                 | Pháp Sư Vô Tâm                           | 无心法师                   | Truyền hình        | Nhạc kết                                               |
| 16  | 2014                | 01-07               | Viễn Phương                                   | 远方                 | Đàm Hoàn                      | Đàm Hoàn                | Cổ Kiếm Kỳ Đàm                           | 古剑奇谭                   | Truyền hình        | Nhạc kết                                               |
| 17  | 2014                | 04-08               |                                               | Away                 |                               |                         | A Stupid Journey                         | 江湖论剑实录               | Điện ảnh           | Nhạc đệm Song ca cùng Tôn Kiên                         |
| 18  | 2014                | 09-06               | Tha Thứ Không Đẹp Đẽ                          | 原諒不美好           |                               |                         | The Personals                            | 徵婚啟事                   | Truyền hình        | Bài hát chủ đề                                         |
| 19  | 2015                |                     | Nước Mắt Của Ngày Mai                         | 明天的眼泪           |                               |                         | Ngoảnh Lại Nói Yêu Em                    | 转身说爱你                 | Truyền hình        | Nhạc đệm                                               |
| 20  | 2015                | 01-01               | Chúng Ta Đều Yêu Qua                          | 我们都爱过           | Đường Điềm                    | Rza Li                  | Chỉ Vì Độc Thân Mà Ở Bên Nhau            | 只因单身在一起             | Truyền hình        | Nhạc đệm                                               |
| 21  | 2015                | 06-02               | Luyến Hương                                   | 恋香                 | Đoàn Tư Tư                    | Đàm Hoàn                | Hoạt Sắc Sinh Hương                      | 活色生香                   | Truyền hình        | Bài hát mở đầu                                         |
| 22  | 2015                | 02-09               | Mỗi Một Ngày                                  | 每一天               |                               |                         | Vân Điên Chi Thượng                      | 云巅之上                   | Truyền hình        | Nhạc Đệm Song ca cùng Ninh Hằng Vũ                     |
| 23  | 2016                | 04-03               | Vấn Minh Nguyệt                               | 问明月               | Cung Thục Vận                 | Y Duệ                   | Truyền Thuyết Thanh Khâu Hồ              | 青丘狐传说                 | Truyền hình        | Bài hát chủ đề                                         |
| 24  | 2016                | 06-05               | Tình Yêu Là Hành Trình Thanh Xuân             | 爱情是青春的旅行     | Đoàn Tư Tư                    | Đàm Hoàn                | Ninh Mông Sơ Thượng                      | 柠檬初上                   | Truyền hình        | Nhạc kết                                               |
| 25  | 2016                | 23-06               |                                               | We are one           | Hoàng Tinh Đoan               | Đàm Hoàn                | Bán Yêu Khuynh Thành                     | 半妖倾城                   | Truyền hình        | Bài hát chủ đề                                         |
| 26  | 2016                | 14-07               | Thời Điểm Thích Hợp                           | 时光正好             | Đường Điềm                    | Kim Đại Châu            | Hạ Hữu Kiều Mộc Nhã Vọng Thiên Đường     | 夏有乔木 雅望天堂          | Điện ảnh           | Bài hát quảng bá                                       |
| 27  | 2016                | 14-07               | Thanh Y Dao                                   | 青衣谣               | Châu Khiết Dĩnh               | Đàm Hoàn                | Tru Tiên Thanh Vân Chí                   | 诛仙青云志                 | Truyền hình        | Nhạc đệm                                               |
| 28  | 2016                | 02-09               | Vở Ballet Trong Gió                           | 风中芭蕾             | Lưu Sướng                     | Đàm Hoàn                | Ma Tước                                  | 麻雀                       | Truyền hình        | Bài hát quảng bá Nhạc đệm                              |
| 29  | 2016                | 21-11               | Quay Ngược                                    | 倒流                 | Trương Bằng Bằng              | Khương Hải Uy           | Nụ Cười Của Faust                        | 浮士德的微笑               | Truyền hình        | Nhạc đệm                                               |
| 30  | 2017                | 04-01               | Tồn Tại Không Hoàn Chỉnh                      | 不完整的存在         | Đoàn Tư Tư                    | Đàm Hoàn                | Lợi Tiên Sinh Bắt Gặp Tình Yêu           | 遇见爱情的利先生           | Truyền hình        | Bài hát mở đầu                                         |
| 31  | 2017                | 17-01               | Tư Mộ                                         | 思慕                 | Lạc Kiệt                      | Đàm Hoàn                | Tam Sinh Tam Thế Thập Lý Đào Hoa         | 三生三世十里桃花           | Truyền hình        | Nhạc đệm                                               |
| 32  | 2017                | 01-02               | Túc Niệm                                      | 夙念                 | Châu Khiết Dĩnh               | Đàm Hoàn                | Đại Đường Vinh Diệu                      | 大唐荣耀                   | Truyền hình        | Nhạc đệm                                               |
| 33  | 2017                | 21-02               | Thiên Hạ Vô Địch                              | 天下无敌             | Vu Chính                      | Đàm Hoàn                | Vân Điên Chi Thượng                      | 云巅之上                   | Truyền hình        | Bài hát chủ đề Song ca cùng Trương Triết Hạn           |
| 34  | 2017                | 18-04               |                                               | 用情山水             | Đoàn Tư Tư                    | Đàm Hoàn                | Thái Cực Tôn Sư Chi Thái Cực Môn         | 太極宗師之太極門           | Truyền hình        | Nhạc kết                                               |
| 35  | 2017                | 08-05               | Tâm Bất Do Kỷ                                 | 心不由己             | Đàm Hoàn Châu Khiết Dĩnh      | Đàm Hoàn                | Trạch Thiên Ký                           | 择天记                     | Truyền hình        | Bài hát chủ đề nhân vật                                |
| 36  | 2017                | 15-05               | Ngôi Sao Rơi Xuống Ngực                       | 落在胸口的星星       | Đường Điềm                    | Kim Đại Châu            | Mỹ Dung Châm                             | 美容针                     | Điện ảnh           | Bài hát chủ đề                                         |
| 37  | 2017                | 09-06               | Chân Trời Nhỏ                                 | 小小天涯             | Trương Thắng                  | La Côn                  | Thượng Cổ Tình Ca                        | 上古情歌                   | Truyền hình        | Nhạc đệm                                               |
| 38  | 2017                | 13-06               | Tinh Nguyệt                                   | 星月                 | Lưu Sướng Tào Duẫn            | Đàm Hoàn                | Sở Kiều Truyện                           | 楚乔传                     | Truyền hình        | Bài hát chủ đề Song ca cùng Vương Tranh Lượng          |
| 39  | 2017                | 16-06               | Hạ Chí                                        | 未至                 | Lâm Kiều                      | Lý Toàn                 | Hạ Chí Chưa Tới                          | 夏至未至                   | Truyền hình        | Nhạc đệm                                               |
| 40  | 2017                | 15-07               | Tru Tâm Lệ                                    | 诛心泪               | Lạc Kiệt                      | Đàm Hoàn                | Túy Linh Lung                            | 醉玲珑                     | Truyền hình        | Nhạc đệm                                               |
| 41  | 2017                | 29-08               | Anh Từng Nói                                  | 你曾说               | Lưu Nhất Hoằng                | Đinh Đinh               | Năm Ấy Hoa Nở Trăng Vừa Tròn             | 那年花开月正圆             | Truyền hình        | Bài hát chủ đề nhân vật                                |
| 42  | 2018                | 04-02               | Tự Tin Mù Quáng                               | 盲目自信             | Trần Hi                       | Đổng Đông Đông          | Người Đàm Phán                           | 談判官                     | Truyền hình        | Nhạc đệm                                               |
| 43  | 2018                | 09-02               | Giống Như Lúc Còn Bé                          | 像小时候一样         | Đường Điềm                    | Trần Tuấn Uy            | Boonie Bears: The Big Shrink             | 熊出没·变形记              | Hoạt hình          | Bài hát chủ đề                                         |
| 44  | 2018                | 14-03               | Mất Trọng Lượng                               | 失重                 | Đoàn Tư Tư                    | Đàm Hoàn                | Lão Nam Hài                              | 老男孩                     | Truyền hình        | Nhạc đệm                                               |
| 45  | 2018                | 01-04               | Không Tự Do                                   | 無由                 | Trần Hi                       | Đổng Đông Đông          | Tiền Đồ Lớn Lao                          | 远大前程                   | Truyền hình        | Nhạc đệm                                               |
| 46  | 2018                | 03-08               |                                               | Is This Love?        | An Trúc Giản                  | Trịnh Nhã Đan           | Thuyết Tiến Hóa Tình Yêu                 | 愛情進化論                 | Truyền hình        | Bài hát chủ đề                                         |
| 47  | 2018                | 23-09               | Đường Chân Trời                               | 地平线               | Đoàn Tư Tư Cao San            | Đàm Hoàn                | Nếu Paris Không Vui Vẻ                   | 如若巴黎不快乐             | Truyền hình        | Bài hát chủ đề                                         |
| 48  | 2019                | 16-01               | Biết Không Biết Không                         | 知否知否             | Lý Thanh Chiếu Trương Tịnh Di | Lưu Huyền Đậu           | Minh Lan Truyện                          | 知否？知否？应是绿肥红瘦   | Truyền hình        | Bài hát chủ đề Song ca cùng Hồ Hạ                      |
| 49  | 2019                | 14-02               | Trời Cao                                      | 天高                 | Lưu Sướng                     | Đàm Hoàn                | Độc Cô Hoàng Hậu                         | 独孤皇后                   | Truyền hình        | Nhạc đệm                                               |
| 50  | 2019                | 06-03               | Trên Ban Công                                 | 陽台上               | Hứa Vũ Kiệt                   | Cao Kiều Ưu             | Trên Ban Công                            | 陽台上                     | Điện ảnh           | Bài hát quảng bá Phiên bản nữ của ''Nổi Gió Rồi''      |
| 51  | 2019                | 28-03               | Ngang Qua Nhân Gian                           | 路過人間             | Thi Nhân Thành                | Trương Giản Quân Vĩ     | Thế Giới Giữa Chúng Ta                   | 我們與惡的距離             | Truyền hình        | Nhạc đệm                                               |
| 52  | 2019                | 08-04               | Một Lòng                                      | 一心                 | Lý Tuyết Mạn                  | Đàm Hoàn                | Phong Thần Diễn Nghĩa                    | 封神演义                   | Truyền hình        | Bài hát chủ đề Song ca cùng Tăng Nhất Minh             |
| 53  | 2019                | 24-04               | Tình Yêu Muộn Màng                            | 遲愛                 |                               | Trần Tuyết Nhiên        | Chuyến Du Lịch Gặp Được Tình Yêu         | 一场遇见爱情的旅行         | Truyền hình        | Bài hát chủ đề quảng bá                                |
| 54  | 2019                | 05-05               | Bút Pháp                                      | 笔触                 | Đoàn Tư Tư                    | Đàm Hoàn                | Trúc Mộng Tình Duyên                     | 築夢情緣                   | Truyền hình        | Nhạc đệm                                               |
| 55  | 2019                | 13-05               | Tiểu Chí                                      | 小至                 | Lưu Sướng                     | Đàm Hoàn                | Bạch Phát Vương Phi                      | 白发                       | Truyền hình        | Bài hát chủ đề Song ca cùng Lý Trị Đình                |
| 56  | 2019                | 02-07               | Truy Tìm Ánh Sáng Thời Niên Thiếu             | 追寻年少的光         | Đường Điềm                    |                         | Thời Gian Tươi Đẹp Của Dòng Chảy         | 流淌的美好时光             | Truyền hình        | Bài hát chủ đề Song ca cùng Lâm Hựu Gia                |
| 57  | 2019                | 09-09               | Hà Tất                                        | 何必                 | Châu Phẩm A Bố                | Châu Phẩm               | Yêu Ở Thị Trấn Hùng Nhân                 | 逗愛熊仁鎮                 | Điện ảnh           | Bài hát chủ đề                                         |
| 58  | 2020                | 15-01               | Mỉm Cười                                      | 莞爾                 | Trần Tín Đình                 | Trương Giản Quân Vĩ     | Manh Y Điềm Thê                          | 萌醫甜妻                   | Web drama          | Bài hát chủ đề                                         |
| 59  | 2020                | 22-04               | Thuyền Giấy                                   | 紙船                 | Tiết Chi Khiêm                | Tiết Chi Khiêm          | Thiên Tỉnh Chi Lộ                        | 天醒之路                   | Truyền hình        | Nhạc kết Song ca cùng Tiết Chi Khiêm                   |
| 60  | 2020                | 22-06               | Tình nhân chú                                 | 情人咒               | Lưu Sướng                     | Đàm Hoàn                | Lưu Ly Mỹ Nhân Sát                       | 琉璃                       | Truyền hình        | Nhạc kết Song ca cùng A Vân Ca                         |
| 61  | 2020                | 04-08               | Miên Miên                                     | 眠眠                 | Đổng Kha                      | Lục Kha                 | Ly Nhân Tâm Thượng                       | 离人心上                   | Web drama          | Bài hát chủ đề Song ca cùng Hoắc Tôn                   |
| 62  | 2020                | 13-08               | Người Trong Gương                             | 鏡中人               | Thân Danh Lợi Vương Hiểu Tình | Dương Bỉnh Âm           | Kính Song Thành                          | 镜·双城                    | Hoạt hình          | Bài hát chủ đề                                         |
| 63  | 2020                | 26-08               | Đồng Thoại Bướng Bỉnh                         | 顽存童话             | Đoàn Tư Tư                    | Lý Hương Thanh          | Thorn                                    | 刺                         | Truyền hình        | Nhạc đệm                                               |
| 64  | 2020                | 28-08               | Trọng Hạ Mãn Thiên Tâm                        | 仲夏满天心           | Quách Đức Tử Nghị             | Cao Oánh                | Trọng Hạ Mãn Thiên Tâm                   | 仲夏满天心                 | Truyền hình        | Bài hát chủ đề                                         |
| 65  | 2020                | 08-10               | Tạm Biệt, Không Gặp                           | 再見的，不見的       | Đường Điềm                    | Nghệ Dân                | Bạn Gái Tôi Là Người Máy                 | 我的女友是機器人           | Điện ảnh           | Bài hát chủ đề                                         |
| 66  | 2020                | 09-10               |                                               | 如晤                 | Tiếp Tịnh                     | A Côn                   | Sniper                                   | 瞄準                       | Truyền hình        | Nhạc đệm                                               |
| 67  | 2020                | 25-12               | Hiểu Được Trời Mưa                            | 懂得雨天             | Diêu Nhược Long               | Lý Song Phi             | Người Mẹ Tương Lai                       | 未來媽媽                   | Truyền hình        | Bài hát mở đầu                                         |
| 68  | 2021                | 26-02               | Cẩm Tâm Tựa Ngọc                              | 锦心似玉             | Ngọc Trọc Nhi                 | Trương Húc              | Cẩm Tâm Tựa Ngọc                         | 锦心似玉                   | Truyền hình        | Bài hát mở đầu                                         |
| 69  | 2021                | 08-04               | Lí Tưởng                                      | 理想                 | Tiểu Kha                      | Tiểu Kha                | Faith Makes Great                        | 理想照耀中国               | Truyền hình        | Bài hát chủ đề                                         |
| 70  | 2021                | 09-04               | Bên Cạnh Người Chính Là Bên Cạnh Bản Thân Tôi | 陪着你就是陪着我自己 | Trương Chinh                  | An Cửu Đằng Côn         | Bát Nguyệt Vị Ương                       | 八月未央                   | Điện ảnh           | Bài hát chủ đề                                         |
| 71  | 2021                | 07-05               | Tình Yêu Sâu Đậm                              | 深爱                 | Lý Nghiêm                     | Đỗ Tịnh Huỳnh           | Deep Love                                | 深爱                       | Điện ảnh           | Bài hát chủ đề                                         |
| 72  | 2021                | 29-07               | Lấy Họ Của Anh Thêm Vào Tên Em                | 以你之姓 冠我之名    | Vương Hải Đào                 | Vương Tranh Lượng       | Tên Của Em, Họ Của Anh                   | 你的名字我的姓氏           | Truyền hình        | Nhạc kết                                               |
| 73  | 2021                | Tháng 8             |                                               | 人民的小康           | Hàn Băng                      | Lưu Dĩnh                |                                          | 人民的小康                 | Truyền hình        | Bài hát chủ đề                                         |
| 74  | 2022                | 03-01               | Đánh Mất Chính Là Thế Này Sao                 | 失去就是这样么       | Lý Thông                      | Tiền Lôi                | Lý Mậu Sắm Vai Thái Tử                   | 李茂扮太子                 | Điện ảnh           | Nhạc đệm                                               |
| 75  | 2022                | 19-01               | Hỗn Tạp                                       | 错落                 | Lâm Kiều/ Linh                | Tôn Ngải Khuê           | Lưu Quang Chi Thành                      | 流光之城                   | Truyền hình        | Bài hát chủ đề                                         |
| 76  | 2022                | 07-02               | Mười Năm Tựa Mây Khói                         | 十年如烟             | Đường Hán Tiêu                | Đường Hán Tiêu          | Mười Năm Nhất Phẩm Ôn Như Ngôn           | 十年一品温如言             | Điện ảnh           | Bài hát chủ đề                                         |
| 77  | 2022                | 05-06               | Cuộc Sống Rất Đẹp                             | 生活很美             |                               |                         | Mẹ Ơi Cố Lên!                            | 加油妈妈                   | Truyền hình        | Bài hát chủ đề                                         |
| 78  | 2022                | 26-06               | Đôi Cánh Xinh Đẹp                             |                      |                               |                         | Người Con Gái Của Núi                    | 大山的女儿                 | Truyền hình        | Bài hát chủ đề                                         |
| 79  | 2022                | 09-08               | Nở Rộ                                         | 绽放                 | Trần Hy                       | Trần Hy Đổng Đông Đông  | Cuộc Chiến Hoa Hồng                      | 玫瑰之战                   | Truyền hình        | Bài hát chủ đề                                         |
| 80  | 2022                | 22-08               | Hai Ta                                        | 俩俩                 | Trương Bằng Bằng              | Vương Diệu Quang        | Trầm Vụn Hương Phai: Trầm Hương Như Tiết | 沉香如屑·沉香重华          | Truyền hình        | Nhạc kết Song ca cùng Hồ Hạ                            |

### Nhạc kịch
| Thời gian phát hành | Thời gian phát hành | Tên bài hát | Tên gốc | Lời bài hát  | Nhạc            | Vở kịch      | Tên gốc | Thể loại | Ghi chú        |
| ------------------- | ------------------- | ----------- | ------- | ------------ | --------------- | ------------ | ------- | -------- | -------------- |
| 2021                | 26-04               | Vội Vàng    | 匆匆    | Mã Song Bạch | Hàng Trúc Thanh | Chu Tự Thanh | 朱自清  | Kịch múa | Bài hát chủ đề |

## Tác phẩm nhạc kịch
| Thời gian trình diễn | Thời gian trình diễn | Vai diễn                | Địa điểm                | Trạm        |
| -------------------- | -------------------- | ----------------------- | ----------------------- | ----------- |
| 2017                 | 29-09                | Trịnh Nhã Huyền/ 鄭雅弦 | Nhà hát lớn Trùng Khánh | Trùng Khánh |
| 2017                 | 30-09                | Trịnh Nhã Huyền/ 鄭雅弦 | Nhà hát lớn Trùng Khánh | Trùng Khánh |
| 2017                 | 22-12                | Trịnh Nhã Huyền/ 鄭雅弦 | Nhà hát Vũ Hán          | Vũ Hán      |
| 2017                 | 23-12                | Trịnh Nhã Huyền/ 鄭雅弦 | Nhà hát Vũ Hán          | Vũ Hán      |
| 2018                 | 26-01                | Trịnh Nhã Huyền/ 鄭雅弦 | Nhà hát lớn Phúc Kiến   | Phúc Kiến   |
| 2018                 | 27-01                | Trịnh Nhã Huyền/ 鄭雅弦 | Nhà hát lớn Phúc Kiến   | Phúc Kiến   |
| 2018                 | 21-04                | Trịnh Nhã Huyền/ 鄭雅弦 | Nhà hát Poly            | Bắc Kinh    |
| 2018                 | 22-04                | Trịnh Nhã Huyền/ 鄭雅弦 | Nhà hát Poly            | Bắc Kinh    |
| 2018                 | 12-05                | Trịnh Nhã Huyền/ 鄭雅弦 | Nhà hát Majestic        | Thượng Hải  |
| 2018                 | 13-05                | Trịnh Nhã Huyền/ 鄭雅弦 | Nhà hát Majestic        | Thượng Hải  |

| Tên bài hát    | Lời bài hát | Nhạc     | Ghi chú                                                                  |
| -------------- | ----------- | -------- | ------------------------------------------------------------------------ |
| 溫柔的罪過     | Trần Đào    | Hàn Hồng | Đơn ca                                                                   |
| 凌晨5點        | Hàn Hồng    | Hàn Hồng | Kết hợp cùng Trịnh Kỳ Nguyên, Vương Tranh Lượng                          |
| 這就是你愛的人 | Trần Đào    | Hàn Hồng | Kết hợp cùng Trịnh Kỳ Nguyên, Hoàng Hân Tịnh, Kim Nhân Hinh, Ná Ngô Khắc |
| 嚮往           | Trần Đào    | Hàn Hồng | Song ca cùng Trịnh Kỳ Nguyên                                             |
| 與愛相配       | Trần Đào    | Hàn Hồng | Song ca cùng Sa Bảo Lượng                                                |

## Tác phẩm điện ảnh và truyền hình

### Web drama
| Thời gian | Tên phim        | Tên gốc        | Thể loại           | Vai diễn                     | Kênh quảng bá |
| --------- | --------------- | -------------- | ------------------ | ---------------------------- | ------------- |
| 2012      | Diors Man mùa 1 | 屌丝男士第一季 | Phim hài đô thị    | Úc Khả Duy (khách mời tập 5) | Sohu          |
| 2013      | Diors Man mùa 2 | 屌丝男士第二季 | Phim hài đô thị    | Úc Khả Duy                   | Sohu          |
| 2013      |                 | 快乐ELIFE      | Phim hài tương tác | Tiểu Thỏ (khách mời tập 18)  | Tencent Video |

### Microcinema
Thuật ngữ "microcinema": các bộ phim nghiệp dư hoặc kinh phí thấp được quay chủ yếu trên video kỹ thuật số, được chỉnh sửa trên máy tính, sau đó được phân phối qua băng video, đĩa hoặc qua Internet.
| Thời gian | Tên phim     | Tên gốc        | Thể loại                         | Vai diễn                   | Kênh quảng bá |
| --------- | ------------ | -------------- | -------------------------------- | -------------------------- | ------------- |
| 2014      | We Are Young | 青春相贱不恨晚 | Microcinema về tuổi trẻ vui nhộn | Tiểu Duy (khách mời tập 3) | Tencent Video |

## Live Tour

### Live Tour 2019
| Ngày diễn ra | Tên                 | Tên gốc          | Địa điểm    |
| ------------ | ------------------- | ---------------- | ----------- |
| 31-08        | Ngang Qua Nhân Gian | 路过人间LIVETOUR | Thâm Quyến  |
| 01-09        | Ngang Qua Nhân Gian | 路过人间LIVETOUR | Quảng Châu  |
| 15-09        | Ngang Qua Nhân Gian | 路过人间LIVETOUR | Nam Kinh    |
| 20-09        | Ngang Qua Nhân Gian | 路过人间LIVETOUR | Trùng Khánh |
| 21-09        | Ngang Qua Nhân Gian | 路过人间LIVETOUR | Thành Đô    |

### Live Tour 2021
| Ngày diễn ra | Tên                 | Hình Thức  | Địa điểm            | Trạm        |
| ------------ | ------------------- | ---------- | ------------------- | ----------- |
| 08-07        | Dear Live Tour 2021 | Live House | 糖果LIVE三层        | Bắc Kinh    |
| 09-07        | Dear Live Tour 2021 | Live House | Caperland雀跃之地   | Tế Nam      |
| 16-07        | Dear Live Tour 2021 | Live House | 稻香音乐空间        | Nam Kinh    |
| 17-07        | Dear Live Tour 2021 | Live House | 山丘livehouse红唐店 | Tô Châu     |
| 18-07        | Dear Live Tour 2021 | Live House | 星巢剧场            | Ninh Ba     |
| 24-07        | Dear Live Tour 2021 | Live House | Caperland雀跃之地   | Thanh Đảo   |
| 26-09        | Dear Live Tour 2021 | Live House | 寅派动力            | Trùng Khánh |
| 23-10        | Dear Live Tour 2021 | Live House | WOKESHOW星巢沃克秀  | Hạ Môn      |
| 24-10        | Dear Live Tour 2021 | Live House | 46LIVEHOUSE         | Trường Sa   |

## Concert
| Năm  | Ngày diễn ra | Tên Buổi Hòa Nhạc                                                                               | Tên gốc                                      | Địa điểm                                            | Trạm       |
| ---- | ------------ | ----------------------------------------------------------------------------------------------- | -------------------------------------------- | --------------------------------------------------- | ---------- |
| 2011 | 13-04        | Concert Úc Khả Duy + Lâm Phàm ''Giọng Nữ Sắc Sảo Lắng Nghe Bạn Nói''                            | 犀利女声听你说郁可唯+林凡庆功演唱会          | Legacy Taipei                                       | Đài Bắc    |
| 2011 | 18-07        | Concert đặc biệt "Văn Hóa Trung Hoa, Hồ Nam Quyến Rũ" tại Sydney, Úc                            | 澳洲悉尼"文化中国、魅力湖南"专场音乐会       |                                                     | Úc         |
| 2011 | 04-11        | Concert Đài Bắc ''Mong Đợi Hạnh Phúc''                                                          | 指望幸福台北演唱会                           | Legacy Taipei                                       | Đài Bắc    |
| 2012 | 13-01        | Concert trong khuôn viên trường NTU (Đại học Công nghệ Nanyang) Singapore                       | 新加坡NTU(南洋理工大学)校园演唱会)           | Singapore NTU (Đại học Công nghệ Nanyang)           | Singapore  |
| 2012 | 14-09        | Concert ''Lắng Nghe Bạn Nói'' trong khuôn viên trường NTU (Đại học Công nghệ Nanyang) Singapore | 新加坡NTU郁可唯听你说校园音乐演唱会          | Singapore NTU (Đại học Công nghệ Nanyang)           | Singapore  |
| 2012 | 22-10        | Concert Sinh Nhật                                                                               | 成都生日音乐会                               |                                                     | Thành Đô   |
| 2012 | 04-11        | Concert ''Giọng Nữ Sắc Sảo Lắng Nghe Bạn Nói''                                                  | 犀利女声听你说演唱会                         |                                                     |            |
| 2013 | 23-10        | Concert Sinh Nhật chủ đề ''Them'' trên LeTV                                                     | 乐视「她们」主题生日音乐会                   |                                                     |            |
| 2014 | 27-09        | Concert Úc Khả Duy Tự Phác Họa Bản Thân                                                         | 郁可唯自畫像演唱會                           | Nhà hát Thế Kỷ 21 Bắc Kinh                          | Bắc Kinh   |
| 2014 | 15-11        | Concert Úc Khả Duy Tự Phác Họa Bản Thân                                                         | 郁可唯自畫像演唱會                           | Trung tâm triển lãm tại nhà ga                      | Quảng Châu |
| 2015 | 10-07        | Một Trong Những Ngày Này-Concert Tình Ca Kinh Điển                                              | 这些天的一天-情歌经典演唱会                  | Nhà hát Ninh Ba Dật Phu                             | Ninh Ba    |
| 2015 | 11-07        | Một Trong Những Ngày Này-Concert Tình Ca Kinh Điển                                              | 这些天的一天-情歌经典演唱会                  | Nhà hát lớn Tử Kim tại Nam Kinh                     | Nam Kinh   |
| 2015 | 17-07        | IMG Concert Đêm Thời Trang Ngôi Sao                                                             | IMG风尚之夜群星演唱会                        | Sân vận động Công nhân Bắc Kinh                     | Bắc Kinh   |
| 2015 | 12-09        | Concert Của Siêu Sao "Hãy Để Cả Thế Giới Nghe Thấy"                                             | "让世界听见"巨星演唱会                       | Đấu trường Mercedes-Benz                            | Thượng Hải |
| 2015 | 23-10        | Concert Sinh Nhật ''IF''                                                                        | "如果"生日音乐会                             |                                                     | Thành Đô   |
| 2016 | 05-08        | Tencent Video LiveMusic "Pepsi-Fan meeting Úc Khả Duy"                                          | 腾讯视频LiveMusic"百事可乐—郁可唯粉丝见面会" |                                                     |            |
| 2016 | 07-08        | Lễ Hội âm nhạc Thâm Quyến                                                                       | 深圳MusicRadio音乐狂欢节                     | Khu nghỉ dưỡng Sheraton Dameisha, Thâm Quyến        | Thâm Quyến |
| 2016 | 28-08        | Nhạc Hội MiGu Thành Đô                                                                          | 成都咪咕音乐会                               |                                                     | Thành Đô   |
| 2016 | 22-10        | Concert Sinh Nhật ''Thời Điểm Thích Hợp''                                                       | "时光正好"生日音乐会                         | Ga trung tâm Quảng Châu                             | Quảng Châu |
| 2017 | 09-03        | Câu lạc bộ ca sĩ học viện Jincheng Đại học Tứ Xuyên                                             | 四川大学锦城学院专场校园歌友会               | Đại học Cẩm Thành tại Thành Đô                      | Thành Đô   |
| 2017 | 24-03        | Concert 00:00 Thời Gian Tự Do                                                                   | 00：00自由時間演唱會                         | Legacy Taipei                                       | Đài Bắc    |
| 2017 | 25-03        | Nhạc hội từ thiện Thâm Quyến                                                                    | 深圳公益音乐会                               |                                                     | Thâm Quyến |
| 2017 | 14-06        | Úc Khả Duy LiveMusic Fan meeting Trạm Thượng Hải                                                | 郁可唯LiveMusic粉丝见面会上海站              |                                                     | Thượng Hải |
| 2018 | 24-11        | Concert Tiến Hóa Vô Hạn                                                                         | 無限進化演唱會                               | Huaxi LIVE•528M Space                               | Thành Đô   |
| 2019 | 13-10        | Concert Tiến Hóa Vô Hạn                                                                         | 無限進化演唱會                               | Trung tâm Hội nghị và Triển lãm Quốc gia Thượng Hải | Thượng Hải |

## Chương trình tham gia
| Năm  | Ngày phát hành | Show                                             | Tên Gốc (Tiếng Trung) | Tiếng Anh                             | Vai trò             | Kênh công chiếu                    | Ghi chú |
| ---- | -------------- | ------------------------------------------------ | --------------------- | ------------------------------------- | ------------------- | ---------------------------------- | --- |
| 2009 | 20-06          | Khoái Lạc Đại Bản Doanh                          | 快樂大本營            | Happy Camp                            | Khách mời           | Đài Truyền hình vệ tinh Hồ Nam     | Top 20 Super Girl ra mắt |
| 2009 | 10-07          | Một Trăm Phản Hồi                                | 一呼百應              | 100 Calls                             | Khách mời           | Đài Truyền hình vệ tinh Hồ Nam     | Top 10 Super Girl |
| 2010 | 16-05          | Một Trăm Phản Hồi                                | 一呼百應              | 100 Calls                             | Khách mời           | Đài Truyền hình vệ tinh Hồ Nam     | |
| 2010 | 27-08          | Thiên Thiên Hướng Thượng                         | 天天向上              | Day Day Up                            | Khách mời           | Đài Truyền hình vệ tinh Hồ Nam     | |
| 2010 | 18-09          | Khoái Lạc Đại Bản Doanh                          | 快樂大本營            | Happy Camp                            | Khách mời           | Đài Truyền hình vệ tinh Hồ Nam     | [ 242 ] |
| 2010 | 18-12          | Sự Trở Lại Của Anh Lớn                           | 綜藝大哥大            | Big Brother's Return                  | Khách mời           | Đài Truyền hình Trung Quốc         | |
| 2010 | 18-12          | Một Triệu Ngôi Sao                               | 百萬大歌星            | The One Million Singer                | Khách mời           | Đài Truyền hình Đài Loan           | |
| 2011 | 02-01          | Nhạc Số Muôn Năm                                 | 音樂萬萬歲            | Long Live Music Series                | Khách mời           | Đài Truyền hình công cộng Đài Loan | |
| 2011 | 11-04          | Người Đầu Bếp Giỏi Thể Thao                      | 型男大主廚            | Stylish Man - at The Chef             | Khách mời           | Sanli TV                           | |
| 2011 | 15-06          | Bữa Tiệc Lớn Nhất Của Toàn Dân                   | 全民最大黨            | Celebrity Imitated Show               | Khách mời           | Kênh tổng hợp Zhongtian            | |
| 2011 | 25-06          | Thiên Tài Tiến Lên                               | 天才衝衝衝            | Genius Go Go Go                       | Khách mời           | Đài Truyền hình Trung Quốc         | |
| 2011 | 29-06          | Sinh Viên Đại Học Rồi Phải Không                 | 大學生了沒            | University                            | Khách mời           | Kênh tổng hợp Zhongtian            | Tập 1023 |
| 2011 | 01-07          | Khang Hy Đến Rồi                                 | 康熙來了              | Kangsi Coming                         | Khách mời           | Kênh tổng hợp Zhongtian            | |
| 2011 | 02-07          | Sự Trở Lại Của Anh Lớn                           | 綜藝大哥大            | Big Brother's Return                  | Khách mời           | Đài Truyền hình Trung Quốc         | |
| 2011 | 09-07          | Một Triệu Ngôi Sao                               | 百萬大歌星            | The One Million Singer                | Khách mời           | Đài Truyền hình Đài Loan           | |
| 2011 | 09-07          | Tôi Đoán                                         | 你猜你猜你猜猜猜      | Guess You Guess You Guess Guess       | Khách mời           | Đài Truyền hình Trung Quốc         | |
| 2011 | 30-07          | Câu Lạc bộ Quý Ông                               | 豬哥會社              | Zhu Ge's the Return / Zhu Ge Club     | Khách mời           | Đài Min TV                         | |
| 2011 | 13-08          | Khoái Lạc Đại Bản Doanh                          | 快樂大本營            | Happy Camp                            | Khách mời           | Đài Truyền hình vệ tinh Hồ Nam     | |
| 2011 | 28-08          | Đại Hội Võ Lâm                                   | 舞林大會              | Let's Shake It                        | Khách mời           | Dragon TV                          | |
| 2011 | 05-11          | Một Triệu Ngôi Sao                               | 百萬大歌星            | The One Million Singer                | Khách mời           | Đài Truyền hình Đài Loan           | |
| 2011 | 08-11          | Đêm Tiếu Lâm                                     | SS小燕之夜            | Small Swallow Xiaoyan Night           | Khách mời           | Kênh tổng hợp Zhongtian            | Tập 331 |
| 2011 | 17-11          | 100% Giải Trí                                    | 娛樂百分百            | 100% Entertainment                    | Khách mời           | Đài tổng hợp GTV                   | |
| 2011 |                | Đại lộ Ngôi sao Trung Quốc                       | 華人星光大道          | Avenue of Stars                       | Khách mời           | Đài Truyền hình Trung Quốc         | Tập 20 |
| 2012 | 04-02          | Một Triệu Ngôi Sao                               | 百萬大歌星            | The One Million Singer                | Khách mời           | Đài Truyền hình Đài Loan           | |
| 2012 | 03-11          | 100% Giải Trí                                    | 娛樂百分百            | 100% Entertainment                    | Khách mời           | Đài tổng hợp GTV                   | |
| 2013 |                | Tôi Phát Cuồng Vì Âm Nhạc                        | 我為歌狂              | Music Up                              | Khách mời           | Đài Truyền hình vệ tinh An Huy     | |
| 2016 |                |                                                  | 端午金曲撈            | The Golden Melody                     | Khách mời           | Đài Truyền hình vệ tinh Giang Tô   | |
| 2016 |                | Ca Vương Giấu Mặt                                | 蒙面唱将猜猜猜        | Masked Singer                         | Cố định             | Đài Truyền hình vệ tinh Giang Tô   | Tập 07 08 09 11 |
| 2017 |                | Giai Điệu Vàng                                   | 金曲撈                | Golden Melody                         | Khách mời           | Đài Truyền hình vệ tinh Giang Tô   | Tập 04 08 |
| 2017 | 21-03          | 100% Giải Trí                                    | 娛樂百分百            | 100% Entertainment                    | Khách mời           | Đài tổng hợp GTV                   | |
| 2017 | 08-04          | 100% Giải Trí                                    | 娛樂百分百            | 100% Entertainment                    | Khách mời           | Đài tổng hợp GTV                   | |
| 2017 | 27-04          | IDOL Đến Rồi                                     | IDOL來了              |                                       | Khách mời           | Tencent Video                      | Kỳ 3 |
| 2018 |                | Ca Sĩ 2018                                       | 歌手2018              | Singer 2018                           | Khách mời           | Đài Truyền hình vệ tinh Hồ Nam     | |
| 2018 | 05-10          | Thành Phố Phép Thuật                             | 幻樂之城              | PhantaCity                            | Khách mời           | Đài Truyền hình vệ tinh Hồ Nam     | Tập 11 |
| 2018 | 21-07          | Giai Điệu Vàng                                   | 金曲撈之挑戰主打歌    | Golden Melody 2                       | Cố định             | Đài Truyền hình vệ tinh Giang Tô   | Tập 01 10 12 |
| 2019 | 21-05          |                                                  | 综艺大热门            | Hot Door Night                        | Khách mời           | Sanli TV                           | [ 245 ] |
| 2019 |                | Kinh Điển Vịnh Lưu Truyền                        | 經典詠流傳            | Everlasting Classics                  | Khách mời           | CCTV                               | Mùa 2 tập 4; Mùa 3 tập 5 |
| 2019 | 06-07          | Khoái Lạc Đại Bản Doanh                          | 快樂大本營            | Happy Camp                            | Khách mời           | Đài Truyền hình vệ tinh Hồ Nam     | Cùng với Hồ Hạ |
| 2020 | 02-02          | Nhạc Số Muôn Năm                                 | 音樂萬萬歲            | Long Live Music Series                | Khách mời           | Đài Truyền hình công cộng Đài Loan | |
| 2020 | 29-02          | Kinh Điển Vịnh Lưu Truyền 3                      | 經典詠流傳第三季      | Everlasting Classics                  | Khách mời           | CCTV                               | [ 246 ] |
| 2020 |                | Thanh Lâm Kỳ Cảnh                                | 聲臨其境              | The Sound                             | Khách mời           | Đài Truyền hình vệ tinh Hồ Nam     | Mùa 3 tập 14 (Khách mời hỗ trợ Trương Hàm Vận) |
| 2020 | 12-06          | Tỷ Tỷ Đạp Gió Rẽ Sóng                            | 乘風破浪的姐姐1       | Sisters Who Make Waves                | Cố định             | Mango TV                           | Tham gia với tư cách thí sinh Đạt hạng 6 (ra mắt cùng với X-SISTER: Ninh Tịnh, Vạn Thiến, Mạnh Giai, Lý Tư Đan Ny, Trương Vũ Kỳ, Úc Khả Duy và Hoàng Linh) |
| 2020 | 15-07          | Nhiệm Vụ Ngọt Ngào                               | 甜蜜的任务            | Sweet Tasks                           | Khách mời           | Mango TV                           | Kỳ 27 |
| 2020 | 21-07          | Định Nghĩa                                       | 定义                  |                                       | Khách mời           | Mango TV                           | Kỳ 12 |
| 2020 | 20-08          | Tinh Nguyệt Đối Thoại                            | 星月对话              | Talkshow Starmoon                     | Khách mời           |                                    | |
| 2020 | 31-08          |                                                  | 和平精英王小歪        |                                       | Khách mời           | Mango TV                           | Cùng với Kim Thần |
| 2020 | 11-10          | Thiên Thiên Hướng Thượng                         | 天天向上              | Day Day Up                            | Khách mời           | Đài Truyền hình vệ tinh Hồ Nam     | Cùng với Trương Lương Dĩnh, Viên Vịnh Lâm và Bạch Băng |
| 2020 | 26-10          |                                                  | 嗨唱转起来2           | Sing Or Spin 2                        | Khách mời           | Đài Truyền hình vệ tinh Hồ Nam     | Tập 1 (cùng với Phan Vỹ Bá, Đỗ Hải Đào, Trương Kiệt,...)                                                                                                   |
| 2020 | 30-10          | Tỷ Tỷ Ái Lạc Chi Trình                           | 姐姐的愛樂之程        | Lady Land                             | Cố định             | Đài Truyền hình vệ tinh Hồ Nam     | X-SISTER (thành đoàn sau chương trình Tỷ Tỷ Đạp Gió Rẽ Sóng)                                                                                               |
| 2020 | 26-12          | Khoái Lạc Đại Bản Doanh                          | 快樂大本營            | Happy Camp                            | Khách mời           | Đài Truyền hình vệ tinh Hồ Nam     | Cùng với Ninh Tịnh, Trương Vũ Kỳ, Mạnh Giai và Lý Tư Đan Ny                                                                                                |
| 2021 | 12-01          | Xin Chào Cuộc Sống 2                             | 你好生活 2            |                                       | Khách mời           | CCTV                               | Kỳ 11 |
| 2021 | 24-01          | Bạn Và Tôi Đều Là Vương Giả                      | 你我皆王者            | You And I Are Kings                   | Khách mời           | CCTV                               | Cùng với Trương Hàm Vận, Kim Thần, Mạnh Giai và Lý Tư Đan Ny                                                                                               |
| 2021 | 13-02          | Đại Thần Đã Tại Vị                               | 大神已就位            |                                       | Khách mời           | CCTV                               | Cùng với Trương Hàm Vận, Lý Mộng Cầm,... |
| 2021 | 02-03          | Kinh Điển Vịnh Lưu Truyền 4                      | 經典詠流傳 第四季     | Everlasting Classics                  | Khách mời           | CCTV                               | Mùa 4 tập 3 |
| 2021 | 04-03          | Khám Phá Thế Giới                                | 探世界2               | The Way to World Culture2             | Khách mời           | Youku                              | |
| 2021 | 07-03          | Thiên Thiên Hướng Thượng                         | 天天向上              | Day Day Up                            | Khách mời           | Đài Truyền hình vệ tinh Hồ Nam     | |
| 2021 | 07-03          |                                                  | 万里走单骑            | The Shape of Culture                  | Khách mời           | Đài truyền hình vệ tinh Giang Tô   | |
| 2021 | 12-03          | Tỷ Tỷ Đạp Gió Rẽ Sóng 2                          | 乘風破浪的姐姐2       | Sisters Who Make Waves 2              | Khách mời           | Đài Truyền hình vệ tinh Hồ Nam     | Khách mời trợ diễn công diễn thứ 4 (ep08 09) Khách mời Đêm Chung Kết Thành Đoàn                                                                            |
| 2021 | 02 -04         | Hoan Nghênh Đến Với Vũ Hội Ngải Lâm              | 欢迎来到艾琳的舞会    |                                       | Khách mời           | CCTV                               | Cùng với Mạnh Giai |
| 2021 | 05-05          | Talk Show Vương Giả Mạnh Miệng                   | 嘴强王者脱口秀之夜    |                                       | Khách mời           | Tencent Video                      | Cùng với Mạnh Giai, Huỳnh Hiểu Minh, Doãn Chính,... |
| 2021 | 01-07          |                                                  | 伟大征程              |                                       | Khách mời           |                                    | Khách mời đặc biệt |
| 2021 | 28-08          |                                                  | 北纬47度奇幻鲜境      |                                       | Khách mời           |                                    | |
| 2021 | 28-08          | Tôi Được Idol Đưa Về Nhà                         | 我被爱豆送回家        | I Was Sent Home By Idol               | Khách mời           |                                    | tập 04 |
| 2021 | 29-09          | Hồ Nam Vệ Thị Đưa Bạn Đi Du Lịch Trương Gia Giới | 湖南卫视带你游张家界  |                                       | Khách mời           | Đài Truyền hình vệ tinh Hồ Nam     | Tham gia với tư cách "Đại sứ tuyên truyền khôi phục du lịch Trương Gia Giới" Cùng với Đàm Vịnh Lân, Lý Khắc Cần, Lâm Chí Huyền và Hứa Như Vân              |
| 2021 | 07-10          | Xin Chào Cuộc Sống 3                             | 你好生活 3            |                                       | Khách mời           | CCTV                               | Tập 9 |
| 2021 | 22-10          | Buổi Hòa Nhạc Thời Gian                          | 时光音乐会            | Time Concert                          | Cố định             | Đài Truyền hình vệ tinh Hồ Nam     | Cùng với Đàm Vịnh Lân, Lâm Chí Huyền, Hứa Như Vân, Trương Kiệt, Phượng Hoàng Truyền Kỳ (Dương Ngụy Linh Hoa, Tằng Nghị)                                    |
| 2021 | 25-10          | Kính Chào Anh                                    | 向你致敬              | Salute You                            | Khách mời           | Đài Truyền hình vệ tinh Hồ Nam     | Kỳ 2 |
| 2021 | 26-12          |                                                  | 唱出我新声            |                                       | Giám khảo khách mời | CCTV                               | Kỳ 1 |
| 2022 | 29-01          | Xin Chào Thứ 7                                   | 你好，星期六          | Hello,Saturday                        | Khách mời           | Đài Truyền hình vệ tinh Hồ Nam     | [ 264 ] |
| 2022 | 09-04 16-04    | Like Vì Bài Hát 2                                | 为歌而赞2             |                                       | Khách mời           | Chiết Giang TV Douyin              | Kỳ 1 Kỳ 2 cùng với: Lôi Giai, Dương Tông Vỹ, Viên Á Duy, Liễu Sảng, Mã Tư Duy, Vương Hách Dã                                                               |
| 2022 | 16-04          | Kinh Điển Vịnh Lưu Truyền 5                      | 经典咏流传 第五季     | Everlasting Classics                  | Khách mời           | CCTV                               | Kỳ 2 |
| 2022 | 12-09          | Thi Họa Trung Quốc                               | 诗画中国              |                                       |                     | CCTV                               | [ 155 ] |
| 2022 | 17-09          |                                                  | 拿手好戏              | Dab Hand At Traditional Chinese Opera |                     | CCTV                               | Cùng với Huỳnh Thánh Y, Lương Hán Văn, Phan Ninh Tĩnh |

## Tác phẩm sách
| Năm phát hành | Tên sách                                  | Nhà xuất bản                               | ISBN: International Standard Book Number (Mã số tiêu chuẩn quốc tế có tính chất thương mại duy nhất để xác định một quyển sách) |
| ------------- | ----------------------------------------- | ------------------------------------------ | --- |
| 2009          | 2009快乐女声星光闪耀全集4: 百变美声郁可唯 | Liên đoàn Văn học và Nghệ thuật Trung Quốc | ISBN 9787505965898 |

## Giải thưởng
| Năm  | Thời gian | Lễ trao giải                                                               | Tên gốc                                          | Hạng mục đề cử                                         | Giải thưởng                                                | Ghi chú                          |
| ---- | --------- | -------------------------------------------------------------------------- | ------------------------------------------------ | ------------------------------------------------------ | ---------------------------------------------------------- | -------------------------------- |
| 2009 | Tháng 8   | Super Girl 2009 Toàn Quốc trên đài truyền hình vệ tinh Hồ Nam              | 湖南卫视快乐女声全国                             | Úc Khả Duy                                             | Hạng 4                                                     | [ 2 ]                            |
| 2009 | Tháng 11  | Chương trình đặc biệt thử thách microphone ''快女大洗牌'' mùa 3            | 挑战麦克风第三季特别节目 ''快女大洗牌''          | Úc Khả Duy                                             | Quán Quân                                                  |                                  |
| 2010 | Tháng 4   | Bảng xếp hạng Top Music Radio Trung Quốc                                   | MusicRadio音乐之声中国TOP排行榜颁奖典礼          | Úc Khả Duy                                             | Nghệ Sĩ Mới Xuất Sắc Nhất - Đại Lục                        | [ 265 ]                          |
| 2010 | Tháng 4   | Bảng xếp hạng Top Music Radio Trung Quốc                                   | MusicRadio音乐之声中国TOP排行榜颁奖典礼          | Mong Đợi/指望                                          | Ca Khúc Vàng Của Năm                                       | [ 266 ]                          |
| 2010 | Tháng 4   |                                                                            | 国星''锐榜''                                     | Úc Khả Duy                                             | Nữ Ca Sĩ Xuất Sắc Nhất                                     |                                  |
| 2010 | Tháng 12  |                                                                            | TOM网年度                                        | Blue Shorts/蓝短裤                                     | Top 10 Album Hàng Đầu Của Năm                              |                                  |
| 2010 | Tháng 12  | Đánh giá năm 2010 của Sina Music                                           | 新浪音乐2010年度盘点                             | Blue Shorts/蓝短裤                                     | Album Triển Vọng Nhất - Đại Lục                            | [ 267 ]                          |
| 2010 | Tháng 12  | Đánh giá năm 2010 của Sina Music                                           | 新浪音乐2010年度盘点                             | Úc Khả Duy                                             | Tân Binh Của Năm - Đại Lục                                 | [ 268 ]                          |
| 2010 | Tháng 12  | Bảng xếp hạng âm nhạc Music Radio                                          | MusicRadios音乐之声                              | Blue Shorts/蓝短裤                                     | Top 20 Album Hoa Ngữ Hàng Đầu Được DJ Giới Thiệu Năm 2010  |                                  |
| 2010 | Tháng 12  | Baidu Entertainment Boiling Point năm 2010                                 | 2010年百度娱乐沸点                               | Mong Đợi/指望                                          | Top 10 Ca Khúc Vàng Phổ Biến Nhất Đại Lục                  | [ 269 ]                          |
| 2011 | Tháng 1   | Hunan TV - Baidu Entertainment Boiling Point                               | 湖南卫视·百度娱乐沸点年度盘点                    | Úc Khả Duy                                             | Nữ Ca Sĩ Mới Phổ Biến Nhất Đại Lục                         | [ 269 ]                          |
| 2011 | Tháng 4   | Bảng xếp hạng âm nhạc Đài tiếng nói thành phố toàn cầu lần thứ 1           | 第一届全球流行音乐金榜城市之音电台               | Mong Đợi/指望                                          | Quán Quân Đài Phát Thanh Tiếng Nói Thành Phố Theo Yêu Cầu  | [ 270 ]                          |
| 2011 | Tháng 4   | Bảng xếp hạng giọng ca vàng Thành Phố lần thứ 4                            | 第四届城市之音至尊金榜                           | Mong Đợi/指望                                          | Đĩa Đơn Được Người Nghe Yêu Thích Nhất Năm                 |                                  |
| 2011 | Tháng 4   | Bảng xếp hạng giọng ca vàng Thành Phố lần thứ 4                            | 第四届城市之音至尊金榜                           | Mong Đợi/指望                                          | Đĩa Đơn Tồn Tại Lâu Nhất Trong Năm                         |                                  |
| 2011 | Tháng 4   | Bảng xếp hạng giọng ca vàng Thành Phố lần thứ 4                            | 第四届城市之音至尊金榜                           | Úc Khả Duy                                             | Tân Binh Của Năm                                           |                                  |
| 2011 | Tháng 4   | Bảng xếp hạng Top Music Radio Trung Quốc                                   | MusicRadios音乐之声中国TOP排行榜                 | Úc Khả Duy                                             | Nữ Ca Sĩ Nổi Tiếng Nhất Khuôn Viên Trường Đại Lục          | [ 266 ]                          |
| 2011 | Tháng 6   | Migu Music Awards lần thứ 5                                                | 第五届中国移动无线音乐盛典咪咕汇                 | Mong Đợi/指望                                          | Ca Khúc Bán Chạy Nhất Của Năm                              | [ 271 ]                          |
| 2011 | Tháng 7   | Global Chinese Golden Chart Awards                                         | 全球流行音乐金榜                                 | Lắng Nghe Anh Nói/ 听你说                              | Top 20 Ca Khúc Vàng Nửa Đầu Năm                            |                                  |
| 2011 | Tháng 11  | Lễ trao giải Tân binh âm nhạc Phong Vân Bảng lần thứ 4                     | 第四届音乐风云榜新人盛典                         | Úc Khả Duy                                             | Nữ Ca Sĩ Xuất Sắc Nhất                                     | [ 272 ]                          |
| 2011 | Tháng 12  | Lễ trao giải Tiên phong trong Âm nhạc năm 2011                             | 音乐先锋榜2011年度颁奖典礼                       | Úc Khả Duy                                             | Top 5 Nữ Ca Sĩ Tiên Phong Được Yêu Thích Nhất Năm          | [ 273 ]                          |
| 2011 | Tháng 12  | Lễ trao giải Tiên phong trong Âm nhạc năm 2011                             | 音乐先锋榜2011年度颁奖典礼                       | Úc Khả Duy                                             | Nữ Ca Sĩ Tiên Phong Được Yêu Thích Nhất Trên Internet      | [ 273 ]                          |
| 2011 | Tháng 12  | Lễ trao giải Tiên phong trong Âm nhạc năm 2011                             | 音乐先锋榜2011年度颁奖典礼                       | Thêm Chút Hạnh Phúc/微加幸福                           | Album Xuất Sắc Nhất                                        | 22 đài phát thanh cùng trao giải |
| 2012 | Tháng 1   | KKBOX Music Awards lần thứ 7                                               | 第七届KKBOX数位音乐风云榜                        | Người Vợ Sắc Sảo/ 犀利人妻                             | Nhạc Phim Thần Tượng Của Năm                               | [ 274 ]                          |
| 2012 | Tháng 1   | Bảng xếp hạng các bài hát Trung Quốc Lễ hội âm nhạc Pop Bắc Kinh           | 中国歌曲排行榜北京流行音乐典礼                   | Không Tổn Thương Được/伤不起                           | Ca Khúc Vàng Của Năm                                       | [ 275 ]                          |
| 2012 | Tháng 3   | Lễ trao giải MY Astro Malaysia                                             | 马来西亚MY ASTRO至尊流行榜颁奖典礼               | Úc Khả Duy                                             | Nữ Ca Sĩ Quốc Tế Đột Phá Xuất Sắc Nhất                     | [ cần dẫn nguồn ]                |
| 2012 | Tháng 3   | Lễ trao giải MY Astro Malaysia                                             | 马来西亚MY ASTRO至尊流行榜颁奖典礼               | Mong Đợi/指望                                          | Nhạc Phim Hay Nhất                                         | [ cần dẫn nguồn ]                |
| 2012 | Tháng 3   | Giải thưởng kỷ lục vàng Trung Quốc lần thứ 8                               | 第八届中国金唱片奖                               | Úc Khả Duy                                             | Tân Binh Nhạc Số                                           | [ 276 ]                          |
| 2012 | Tháng 4   | Bảng xếp hạng Top Music Radio Trung Quốc                                   | Music Radio中国TOP排行榜                         | Úc Khả Duy                                             | Nữ Ca Sĩ Nổi Tiếng Nhất Khuôn Viên Trường Đại Lục          |                                  |
| 2012 | Tháng 4   | Bảng xếp hạng giọng ca vàng Thành Phố lần thứ 5                            | 第五届城市之音至尊金榜                           | Không Tổn Thương Được/伤不起                           | Đĩa Đơn Tồn Tại Lâu Nhất Trong Năm                         |                                  |
| 2012 | Tháng 4   | Bảng xếp hạng giọng ca vàng Thành Phố lần thứ 5                            | 第五届城市之音至尊金榜                           | Không Tổn Thương Được/伤不起                           | Đĩa Đơn Ăn Khách Của Năm                                   |                                  |
| 2012 | Tháng 4   | Bảng xếp hạng giọng ca vàng Thành Phố lần thứ 5                            | 第五届城市之音至尊金榜                           | Thêm Chút Hạnh Phúc/微加幸福                           | Đĩa Đơn Quán Quân Của Năm                                  | [ 277 ]                          |
| 2012 | Tháng 11  | Global Chinese Music Awards 2012                                           | 第十二届全球华语歌曲排行榜颁奖典礼               | Bạn Tốt Chỉ Là Bạn/ 好朋友只是朋友                     | Top 20 Ca Khúc Vàng Của Năm                                | [ 278 ]                          |
| 2012 | Tháng 12  | Giải thưởng ca khúc vàng TVB Hồng Kông                                     | 香港TVB金曲奖                                    | Lost Love/失恋事小                                     | Top 10 Ca Khúc Vàng Hàng Đầu                               | [ 279 ]                          |
| 2012 | Tháng 12  | Giải thưởng âm nhạc Trung Quốc lần thứ 20                                  | 中国歌曲排行榜                                   | Lost Love/失恋事小                                     | Top 10 Ca Khúc Vàng Của Năm                                | [ 280 ]                          |
| 2013 | Tháng 1   | Lễ trao giải Tiên phong trong Âm nhạc                                      | 音乐先锋榜颁奖礼                                 | Lost Love/失恋事小                                     | Top 10 Ca Khúc Vàng Của Năm - Đại Lục                      | [ 281 ]                          |
| 2013 | Tháng 1   | Lễ trao giải Tiên phong trong Âm nhạc                                      | 音乐先锋榜颁奖礼                                 | Úc Khả Duy                                             | Nữ Ca Sĩ Được Yêu Thích Nhất Đại Lục                       | [ 281 ]                          |
| 2013 | Tháng 3   | Lễ trao giải Đông Phương Phong Vân Bảng lần thứ 20                         | 第20届东方风云榜                                 | Lost Love/失恋事小                                     | Top 10 Ca Khúc Vàng Của Năm                                | [ 282 ] [ 283 ] [ 284 ]          |
| 2013 | Tháng 4   | Lễ trao giải bảng xếp hạng MY Astro Malaysia lần thứ 4                     | 马来西亚MY Astro第四届至尊流行榜颁奖典礼         | Úc Khả Duy                                             | Nữ Ca Sĩ Diễn Giải Tối Cao Nhất(Quốc Tế)                   | [ 285 ]                          |
| 2013 | Tháng 4   | Lễ trao giải bảng xếp hạng MY Astro Malaysia lần thứ 4                     | 马来西亚MY Astro第四届至尊流行榜颁奖典礼         | Lost Love/失恋事小                                     | Bài Hát Quán Quân Lâu Nhất Trên Bảng Xếp Hạng Tối Cao      | [ 285 ]                          |
| 2013 | Tháng 4   | Lễ trao giải bảng xếp hạng MY Astro Malaysia lần thứ 4                     | 马来西亚MY Astro第四届至尊流行榜颁奖典礼         | Lost Love/失恋事小                                     | Ca Khúc Vàng Tối Cao                                       | [ 285 ]                          |
| 2013 | Tháng 4   | Bảng xếp hạng Top Music Radio Trung Quốc                                   | Musicradio音乐之声中国TOP排行榜颁奖典礼          | Lost Love/失恋事小                                     | Ca Khúc Vàng Của Năm - Đại Lục                             | [ 286 ]                          |
| 2013 | Tháng 4   | Bảng xếp hạng Top Music Radio Trung Quốc                                   | Musicradio音乐之声中国TOP排行榜颁奖典礼          | Úc Khả Duy                                             | Nữ Ca Sĩ Được Giới Truyền Thông Đề Xuất Nhất Năm - Đại Lục |                                  |
| 2013 | Tháng 5   | Global Chinese Golden Chart Awards                                         | 全球流行音乐金榜                                 | Lost Love/失恋事小                                     | Top 20 Ca Khúc Vàng Của Năm                                | [ 287 ]                          |
| 2013 | Tháng 5   | Fairchild Radio                                                            | 加拿大中文电台                                   | Lost Love/失恋事小                                     | Giải Thưởng Được Tôn Sùng                                  | [ 288 ]                          |
| 2013 | Tháng 7   | Bảng xếp hạng âm nhạc CityFM Thành Phố tối cao                             | CityFM城市至尊音乐榜                             | Lost Love/失恋事小                                     | Top 20 Ca Khúc Vàng Của Năm                                | [ 289 ]                          |
| 2013 | Tháng 7   | Bảng xếp hạng âm nhạc CityFM Thành Phố tối cao                             | CityFM城市至尊音乐榜                             | Lost Love/失恋事小                                     | Sau Khi Quán Quân Của Năm                                  | [ 289 ]                          |
| 2013 | Tháng 12  | Lễ hội LeTV lần thứ 4                                                      | 第四届乐视盛典                                   | Thời Gian Chưng Mưa/时间煮雨                           | Ca Khúc Điện Ảnh Vàng Của Năm                              | [ 290 ]                          |
| 2014 | Tháng 5   | Lễ trao giải âm nhạc 10 năm Youku                                          | 酷狗十年音乐盛典                                 | Thời Gian Chưng Mưa/时间煮雨                           | Được Tìm Kiếm Phổ Biến Nhất                                | [ 291 ]                          |
| 2015 | Tháng 5   | Chinese Music Awards 2015 (Trung Quốc)                                     | 2015华语金曲奖（中國）                           | Úc Khả Duy                                             | Nữ Ca Sĩ Tôi Yêu Thích Nhất                                | [ 292 ]                          |
| 2015 | Tháng 6   | Bảng xếp hạng giọng ca vàng Thành Phố lần thứ 8                            | 第八届 城市至尊音乐榜                            | Úc Khả Duy                                             | Nữ Ca Sĩ Được Thính Giả Yêu Thích Nhất                     | [ 293 ]                          |
| 2015 | Tháng 6   | Bảng xếp hạng giọng ca vàng Thành Phố lần thứ 8                            | 第八届 城市至尊音乐榜                            | Tha Thứ Không Đẹp Đẽ 原谅不美好                        | Đĩa Đơn Ăn Khách Của Năm                                   | [ 293 ]                          |
| 2015 | Tháng 6   | Bảng xếp hạng giọng ca vàng Thành Phố lần thứ 8                            | 第八届 城市至尊音乐榜                            | Tha Thứ Không Đẹp Đẽ 原谅不美好                        | Top 20 Ca Khúc Vàng Của Năm                                | [ 293 ]                          |
| 2015 | Tháng 8   | Bảng xếp hạng Top Music Radio Trung Quốc                                   | MusicRadio音乐之声中国TOP排行榜                  | Tha Thứ Không Đẹp Đẽ 原谅不美好                        | Biên Khúc Xuất Sắc Nhất Năm - Đại Lục                      | [ 53 ]                           |
| 2015 | Tháng 8   | Bảng xếp hạng Top Music Radio Trung Quốc                                   | MusicRadio音乐之声中国TOP排行榜                  | Tha Thứ Không Đẹp Đẽ 原谅不美好                        | Đĩa Đơn Của Năm                                            | [ 53 ]                           |
| 2015 | Tháng 8   | Bảng xếp hạng Top Music Radio Trung Quốc                                   | MusicRadio音乐之声中国TOP排行榜                  | Nước Ấm/温水                                           | Nữ Ca Sĩ Xuất Sắc Nhất Của Năm-Đại Lục                     | [ 53 ]                           |
| 2016 | Tháng 11  | Chinese Music Awards                                                       | 华语金曲奖                                       | Tình Yêu Là Chuyến Đi Của Thanh Xuân/ 愛情是青春的旅行 | Bài Hát Được Đề Xuất Chuyên Nghiệp                         | [ 292 ]                          |
| 2016 | Tháng 11  | Chinese Music Awards                                                       | 华语金曲奖                                       | Úc Khả Duy                                             | Nghệ Sĩ Giải Trí Có Tinh Thần Du Lịch Nhất                 | [ 292 ]                          |
| 2016 | Tháng 11  | Chinese Music Awards                                                       | 华语金曲奖                                       | Úc Khả Duy                                             | Nữ Ca Sĩ Điện Ảnh Và Truyền Hình Tôi Yêu Thích Nhất        | [ 292 ]                          |
| 2017 | Tháng 4   | China Music Awards                                                         | 全球华语榜中榜                                   | Úc Khả Duy                                             | Trình Diễn Sân Khấu Xuất Sắc Nhất                          | [ 294 ]                          |
| 2017 | Tháng 5   | Global Chinese Golden Chart Awards                                         | 全球流行音樂金榜                                 | 00:00                                                  | Trình Diễn Tình Ca Hay Nhất Của Năm                        | [ 295 ]                          |
| 2017 | Tháng 5   | Global Chinese Golden Chart Awards                                         | 全球流行音樂金榜                                 | 00:00                                                  | Nữ Ca Sĩ Được Giới Truyền Thông Đề Xuất Của Năm            | [ 295 ]                          |
| 2017 | Tháng 6   | Bảng xếp hạng Top Music Radio Trung Quốc                                   | 2016年度MusicRadio携程旅行"中国TOP排行榜颁奖盛典 | Úc Khả Duy                                             | Đề Xuất Âm Thanh Của Âm Nhạc                               | [ 296 ]                          |
| 2017 | Tháng 7   | CITYFM City Voice "Bảng xếp hạng âm nhạc tối cao của thành phố" lần thứ 10 | CITYFM城市之音 第十届"城市至尊音乐榜"            | Úc Khả Duy                                             | Nữ Ca Sĩ Được Liên Minh Tôn Sùng                           | [ 297 ]                          |
| 2017 | Tháng 7   | CITYFM City Voice "Bảng xếp hạng âm nhạc tối cao của thành phố" lần thứ 10 | CITYFM城市之音 第十届"城市至尊音乐榜"            | 寂寞更生                                               | Đĩa Đơn Được DJ Yêu Thích Nhất Năm                         | [ 297 ]                          |
| 2017 | Tháng 12  |                                                                            | Billboard Radio China                            | Tư Mộ/思慕                                             | Ca Khúc Vàng Của Năm - Trung Quốc                          | [ 298 ]                          |
| 2019 | Tháng 10  | Lễ trao bảng xếp hạng bài hát mới châu Á thường niên                       | 亚洲新歌榜年度盛典                               | Úc Khả Duy                                             | Ca Sĩ Đột Phá Của Năm                                      | [ 299 ]                          |
| 2019 | Tháng 12  | Migu Music Awards lần thứ 13                                               | 第13届音乐盛典咪咕汇                             | Úc Khả Duy                                             | Ca Sĩ Đột Phá Của Năm                                      | [ 122 ]                          |
| 2019 | Tháng 12  | Migu Music Awards lần thứ 13                                               | 第13届音乐盛典咪咕汇                             | Ngang Qua Nhân Gian/路过人间                           | Top 10 Ca Khúc Vàng Của Năm                                | [ 122 ]                          |
| 2019 | Tháng 12  | Tencent Music Entertainment Awards                                         | TMEA腾讯音乐娱乐盛典                             | Thật Không Thật Không知否知否                          | Top 10 Ca Khúc Vàng Của Năm                                | Cùng với Hồ Hạ                   |
| 2020 | Tháng 7   | Lễ trao giải âm nhạc phương Nam lần thứ 20                                 | 第20屆南方音樂盛典                               | Thật Không Thật Không知否知否                          | Bài Hát Tiếng Phổ Thông Của Năm                            |                                  |
| 2020 | Tháng 12  | Chinese Music Awards lần thứ 12                                            | 第十二届华语金曲奖                               | Intersection Of 30/ 三十而栗                           | Top 10 Ca Khúc Vàng Trung Quốc                             | [ 302 ]                          |
| 2021 | Tháng 12  | Tencent Music Entertainment Awards2021                                     | TMEA腾讯音乐娱乐盛典                             | Úc Khả Duy                                             | Nữ Ca Sĩ Xuất Sắc Nhất Của Năm-Đại Lục                     | [ 303 ] [ 304 ]                  |
| 2021 | Tháng 12  | Top Global Chinese Music 2021                                              |                                                  |                                                        | Biểu Diễn Xuất Sắc Ca Khúc Gốc                             |                                  |
| 2022 | Tháng 1   | CMIC Music Awards 4 - 2020                                                 | 第4届唱工委音乐盛典                              | Ngang Qua Nhân Gian/路过人间                           | Album Của Năm                                              | [ 305 ]                          |
| 2022 | Tháng 1   | CMIC Music Awards 4 - 2020                                                 | 第4届唱工委音乐盛典                              | Ngang Qua Nhân Gian/路过人间                           | Nữ Ca Sĩ Của Năm                                           | [ 305 ]                          |

| Năm  | Thời gian | Lễ trao giải                                                   | Tên gốc             | Giải thưởng                                        | Ghi chú         |
| ---- | --------- | -------------------------------------------------------------- | ------------------- | -------------------------------------------------- | --------------- |
| 2009 | Tháng 12  | Bảng xếp hạng sức ảnh hưởng Trung Quốc                         | 中国魅力榜          | Top 50 nhân vật có sức ảnh hưởng nhất Trung Quốc   | [ 306 ]         |
| 2010 | Tháng 12  | Lễ trao giải mạng internet                                     | 盛典网络            | Thần tượng Trung Quốc do thần tượng bình chọn      |                 |
| 2010 | Tháng 12  | Ifeng Fashion Beauty Festival                                  | 凤凰时尚美妆盛典    | Trang điểm tự nhiên của năm                        |                 |
| 2012 | 23-08     | Lễ trao giải kỷ niệm 6 năm T Magazine China                    | 风尚志6周年颁奖典礼 | Ngôi sao thần tượng thời trang                     | [ 307 ]         |
| 2013 | Tháng 1   | IQiyi Beautiful China Party                                    | 爱奇艺美丽中国晚会  | Năng lượng tích cực đích thực                      | [ 308 ]         |
| 2015 | Tháng 9   | For Him Magazine (tạp chí của Anh chuyên về lối sống nam giới) | 男人装              | Nhạc sĩ tiên phong của năm                         | [ 309 ]         |
| 2016 | 30-04     | China Fashion We Media Awards                                  | 中国时尚自媒体大赏  | Nhạc sĩ giao thoa tiên phong                       | [ 310 ]         |
| 2016 | 12-12     | TRENDSHEALTH                                                   | 时尚健康            | Ngôi sao tiên phong về mô hình sức khỏe của năm    | [ 311 ]         |
| 2017 | 17-01     | Đêm hội Weibo                                                  | 微博之夜            | Ca sĩ nhảy vọt của năm                             | [ 312 ]         |
| 2018 | Tháng 10  | 2018 IFENG FASHION CHOICE                                      | 凤凰时尚之选        | Người tiên phong trong lĩnh vực âm nhạc thời trang | [ 313 ] [ 314 ] |

| Năm  | Thời gian | Lễ trao giải                           | Tên gốc              | Giải thưởng              | Ghi chú |
| ---- | --------- | -------------------------------------- | -------------------- | ------------------------ | ------- |
| 2021 | 04-01     | Toutiao Annual Entertainment Awards    | 今日头条年度娱乐大赏 | Ca sĩ nổi tiếng của năm  | [ 315 ] |
| 2021 | 08-01     | STYLE GALA                             | 精品风格云盛典       | Ca sĩ nổi tiếng của năm  | [ 316 ] |
| 2021 | 10-01     | Tencent Entertainment White Paper 2020 | 騰訊娛樂白皮書2020   | Ca sĩ chất lượng của năm | [ 317 ] |